# Conflitto arabo-israeliano
Il conflitto arabo-israeliano (in arabo الصراع العربي الإسرائيلي‎?, al-Ṣirāʿ al-ʿarabīyy al-'isrāʾīlīyy, in ebraico הסכסוך הישראלי-ערבי‎?) è un conflitto politico-militare che vede contrapposti lo Stato di Israele da una parte e lo Stato di Palestina e gli Stati arabi circostanti dall'altra. Le radici del conflitto risiedono nella nascita del sionismo e del nazionalismo palestinese verso la fine del XIX secolo.
Il territorio geografico della Palestina, allora sotto il dominio turco-ottomano, era infatti considerato allo stesso tempo dal movimento sionista come patria storica del popolo ebraico e dal movimento nazionalista palestinese come territorio appartenente ai suoi abitanti arabi palestinesi. Il conflitto tra ebrei e arabi palestinesi nel mandato britannico della Palestina iniziò negli anni venti del Novecento. La fase principale del conflitto su larga scala tra Israele e gli Stati arabi ebbe luogo dal 1948, anno della proclamazione dello Stato di Israele, al 1973, e fu costituita da una serie di guerre arabo-israeliane: la guerra del 1948, la guerra di Suez del 1956, la guerra dei sei giorni del 1967 e la guerra del Kippur del 1973.
Accordi di pace sono stati firmati tra Israele ed Egitto nel 1979 e tra Israele e Giordania nel 1994, cosicché il conflitto si è tramutato nel corso degli anni da conflitto arabo-israeliano su larga scala a un più localizzato conflitto israelo-palestinese (anche detto questione palestinese). Anche il conflitto israelo-palestinese è stato caratterizzato da una serie di guerre tra Israele e organizzazioni palestinesi come l'OLP e Hamas: la guerra del Libano del 1982, la prima e seconda intifada e ripetute guerre nella striscia di Gaza. Nonostante gli accordi di Oslo del 1993, che hanno portato al mutuo riconoscimento tra Israele e OLP e alla creazione dell'Autorità Nazionale Palestinese, ed il riconoscimento dello Stato di Palestina da parte dell'ONU nel 2012, un accordo di pace definitivo tra Israele e Palestina non è stato ancora raggiunto, mentre proseguono ad intermittenza sia le ostilità, sia i negoziati di pace.

## Contestualizzazione geopolitica
La zona teatro del conflitto arabo-israeliano fu per molti secoli parte integrante dell'Impero ottomano, che si caratterizzava per una politica tendenzialmente sovranazionale, in grado di garantire una discreta autonomia ai diversi gruppi etnici che lo componevano.
La zona assunse grande valore strategico (sia economico sia militare) a partire dal 1869, anno in cui fu aperto il canale di Suez, grande opera ingegneristica che avvicinava l'Oriente all'Occidente. Oltre a questo, nella prima metà del XX secolo, furono scoperti immensi giacimenti petroliferi in tutta l'area e ciò rese ancora più interessante il territorio vicino-orientale per le potenze europee che, bisognose di quell'elemento per la loro crescente industria, approfittarono dei numerosi segni di fragilità dell'Impero ottomano, nonché dell'esito del primo conflitto mondiale per colonizzare l'intera area, imponendo un'occupazione militare di fatto, atta a garantire lo sfruttamento della zona da parte delle società europee.
Pertanto i popoli arabi che vivevano nella zona, già uniti in parte dalla comune religione islamica, svilupparono una forte identità nazionale (spesso nazionalistica) in risposta all'occupazione straniera.
Identificabile come l'area compresa tra il Mar Mediterraneo ed il Mar Morto, l'Egitto e la Siria, essa ospita tra l'altro l'importantissima città di Gerusalemme, sacra per le tre religioni abramitiche, di cui ospita molti luoghi ed edifici sacri.
Come buona parte del Vicino Oriente, anche la Palestina ha testimoniato l'occupazione britannica - formalmente un mandato della Società delle Nazioni ma, in realtà, frutto degli accordi franco-britannici Sykes-Picot, rivelati dal nuovo governo sovietico all'indomani della Rivoluzione - a causa della sua rilevanza economica e strategica derivante dalla vicinanza con l'Egitto e il canale di Suez nonché con l'area siro-libanese assegnata invece in mandato alla Francia.
Le popolazioni che vivono in tale zona erano da secoli a forte maggioranza araba, ma al termine del XIX secolo e, sempre più consistentemente nei primi anni del XX secolo, fu consentito (dapprima dall'Impero ottomano e poi dalle autorità britanniche) l'insediamento di comunità ebraiche, molte delle quali guadagnate alla causa sionista. A partire dagli anni trenta del XX secolo, e ancor più dopo il termine del secondo conflitto mondiale e la tragedia dell'Olocausto, la Palestina vide fortemente alterata la sua composizione demografica, con la minoranza ebraica cresciuta dall'11,1% del totale nel 1922 al 33% nel 1947, grazie all'acquisto di terreni reso possibile dai fondi concessi ai profughi ebrei sfuggiti alla persecuzione nazista.
Nel 1948, a seguito di un'apposita risoluzione delle Nazioni Unite, su tali terre fu dichiarato lo Stato di Israele, con un primo esodo arabo-palestinese verso le nazioni limitrofe, fortemente incrementato in seguito alla sconfitta patita nel primo conflitto arabo-israeliano, scatenato l'indomani della dichiarazione d'indipendenza israeliana dagli Stati arabi dell'Egitto, della Siria, del Libano, della Transgiordania e dell'Iraq.

## Gli albori del problema israelo-palestinese

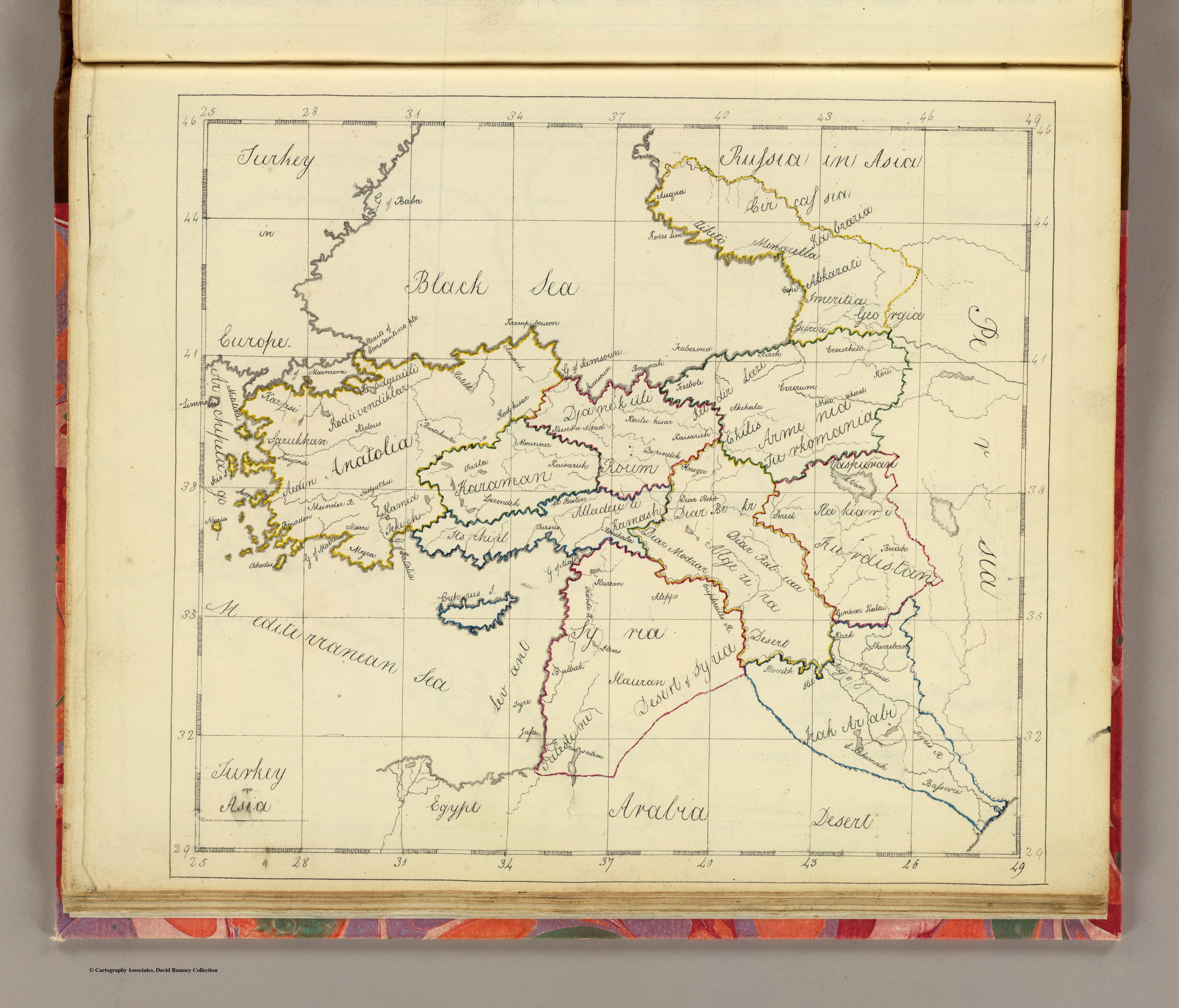
Le regioni del Vicino Oriente ottomano in una carta del 1810: in basso la Siria, con la Palestina al suo interno

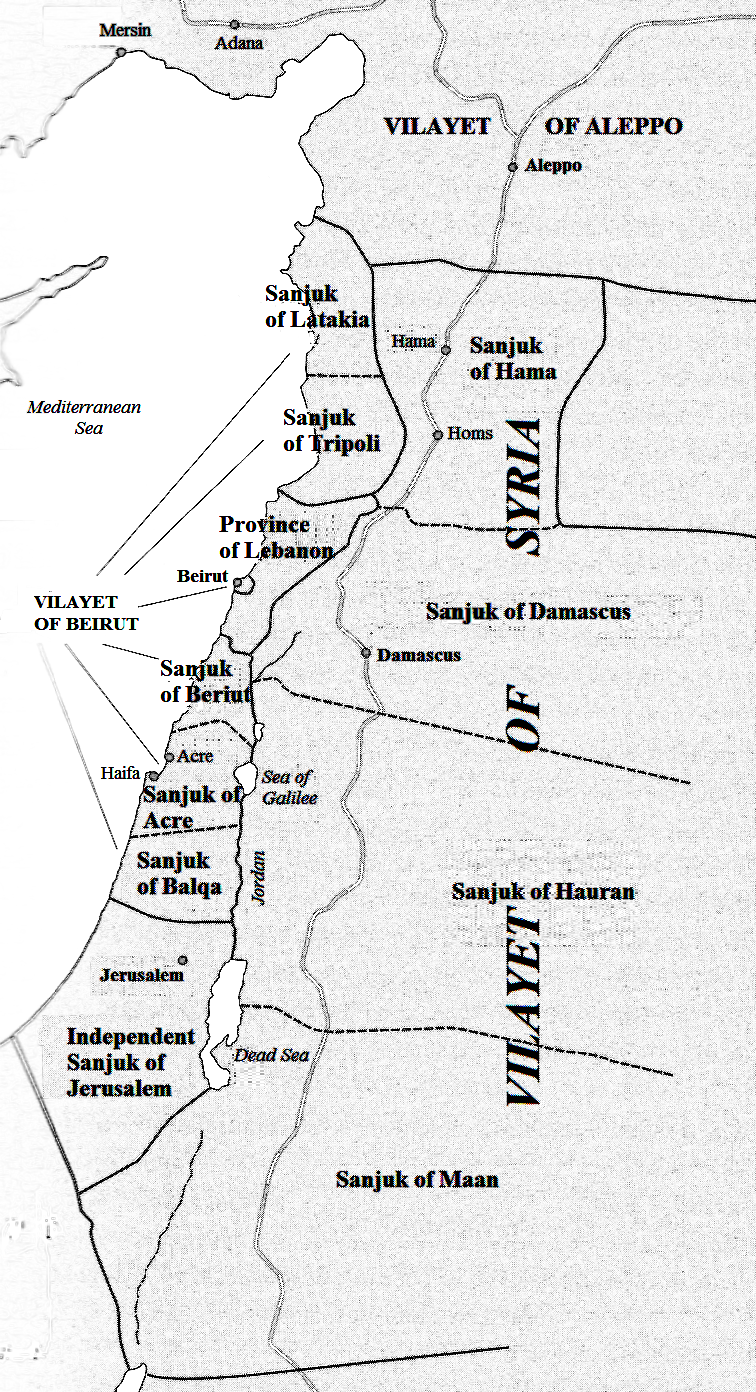
Suddivisioni amministrative del Levante ottomano prima della prima guerra mondiale

Sul finire del XIX secolo il territorio storico-geografico della Palestina, facente parte dell'Impero ottomano, non costituiva una suddivisione amministrativa ufficiale dell'impero (com'era stato fino all'XI secolo sotto il Califfato abbaside), ma era diviso tra diverse altre suddivisioni amministrative. La macro-regione estesa dal Mar Mediterraneo all'odierno Iraq era nota come Levante o Grande Siria (in arabo, Bilād al-Shām), e la sua porzione meridionale comprendeva il territorio generalmente noto come Palestina. Questo era diviso tra il sangiaccato di Gerusalemme a sud (da Rafah a Giaffa) e la porzione meridionale del vilayet di Beirut a nord (i sangiaccati di Nablus e di Acri). I territori a est del fiume Giordano, talvolta considerati parte della Palestina, erano compresi invece nella porzione meridionale del vilayet di Siria. Già nel 1887, Gerusalemme aveva ottenuto una forma di autonomia dall'Impero ottomano, a dimostrazione della sua politica sovraetnica e sovraculturale.
Intorno alla metà del secolo si era però messo in moto il progetto sionista mirante a stabilire uno stato nazionale ebraico che riunisse le comunità ebraiche sparse nella diaspora, vittime di innumerevoli persecuzioni. Nella visione sionista il progetto mirava a rifondare la nazione ebraica nella "terra promessa", citata dalla Bibbia, dalla quale il popolo degli Israeliti era fuggito, a seguito della distruzione di Gerusalemme da parte dell'Imperatore romano Tito.

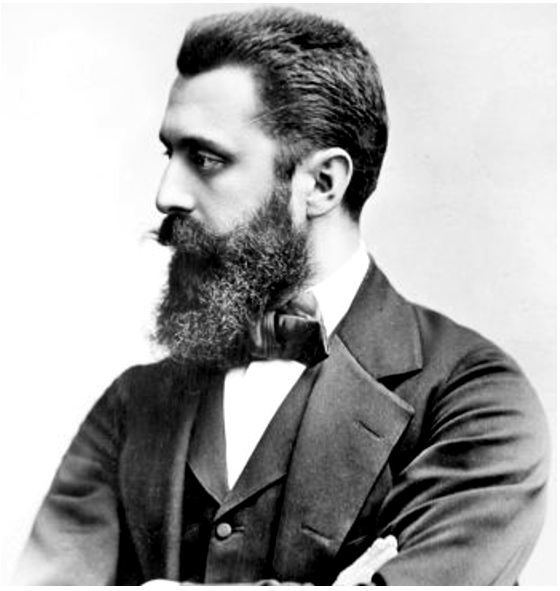
Theodor Herzl, promotore del sionismo

Tale progetto venne per la prima volta definito Sionismo nel 1890, dal nome del colle Sion, dove sorgeva la Rocca di David, metafora del nuovo Stato ebraico. Principale esponente e promotore di tale iniziativa fu Theodor Herzl che, allo scopo di creare un "rifugio" per tutti gli ebrei del mondo, avviò un'intensa attività diplomatica al fine di trovare appoggi finanziari e politici a quell'arduo progetto. Inizialmente come possibile sede di tale Stato fu presa in considerazione anche la vasta e spopolata pampa argentina e, più tardi, il Mau Plateau (attuale Kenya), che però non rispondevano al forte desiderio religioso dell'ebraismo di tornare ad avere una propria nazione: per alcuni, questo luogo doveva necessariamente coincidere con i luoghi santi dell'ebraismo, lasciati ormai da diversi secoli (anche i nazisti, seppur per motivi razziali, pensarono inizialmente a un'operazione di trasferimento in una terra lontana: il Madagascar, così come i sovietici avevano creato la remota oblast' autonoma ebraica del Birobidžan per insediarvi i loro concittadini israeliti).
Nell'ambito di questa volontà, parte del movimento sionista (soprattutto il sionismo cristiano), per giustificare l'esistenza di un futuro Stato ebraico in loco, sovente si rifaceva allo slogan A Land Without People for a People Without Land ("Una terra senza popolo per un popolo senza terra"), frase coniata nella metà del XIX secolo da Lord Anthony Ashley Cooper, settimo Conte di Shaftesbury (politico britannico dell'era vittoriana), che venne però spesso interpretata non nell'accezione originale (secondo cui la Palestina, sotto il dominio ottomano, non aveva nessuna popolazione che mostrasse aspirazioni nazionali specifiche), ma come la negazione della presenza di una significativa popolazione preesistente all'arrivo dei primi coloni ebrei.
Grazie all'appoggio dei britannici (che vedevano di buon occhio la possibilità di insediamenti nella zona di popolazioni provenienti dall'Europa) e alla grande disponibilità economica di cui godevano alcuni settori delle comunità ebraiche della diaspora, Herzl organizzò il primo convegno sionista mondiale a Basilea nel 1897 e in esso furono poste le basi per la graduale penetrazione ebraica in Palestina, grazie all'acquisto da parte dell'Agenzia ebraica di terreni da assegnare a coloni ebrei originari dell'Europa e della Russia, per poter poi conseguire la necessaria maggioranza demografica e il sostanziale controllo dell'economia che potessero giustificare la rivendicazione del diritto a dar vita a un'entità statale ebraica.
A partire dall'inizio del Novecento la popolazione arabo-palestinese, sentendosi minacciata dalla crescente immigrazione ebraica, dette vita di conseguenza a movimenti nazionalistici che miravano a stroncare sul nascere quella che era considerata una vera e propria minaccia d'origine straniera.
La situazione si protrasse così, tra momenti di tensione e di distensione tra le due fazioni, fino al primo conflitto mondiale e alla conseguente caduta dell'Impero ottomano.

## La prima guerra mondiale e il mandato britannico
L'Impero ottomano aveva dato segni di stasi culturale e di crescente disfunzione della sua, fino ad allora, efficiente macchina amministrativa e militare fin dal XVIII secolo, in diretta connessione con l'accelerazione dei processi d'industrializzazione in Europa. La crescente potenza economica europea si espresse con una più accentuata volontà di ampliare i propri mercati a livello planetario. Come conseguenza si accrebbe il desiderio di controllare, direttamente o indirettamente, quelle parti del mondo ricche di materie prime che l'industria europea trasformava oltre a creare più ampi mercati in grado di assorbire le sue merci. Il modello ideologico vincente in Europa fu, a partire dai primi del XVIII secolo, il nazionalismo, e per un elementare fenomeno acculturativo, anche l'Impero ottomano pensò di seguire lo stesso tracciato europeo. Gli mancava però la necessaria audacia di avviare un analogo processo di laicizzazione ed il nazionalismo ottomano non riuscì a fare a meno dell'apporto delle classi religiose. La ricerca scientifica rimase eminentemente appannaggio dell'Europa e all'Impero ottomano sembrò sufficiente importare tecnologia da essa senza minimamente immettersi nello stesso cammino ideologico ed epistemologico prefigurato nel Vecchio Continente. Nel XX secolo la situazione ottomana era vistosamente peggiorata e aveva messo in allarme le stesse potenze europee che da tempo parlavano dell'Impero ottomano come del "malato d'Europa". Molti movimenti riformatori erano sorti nei territori ancora controllati dalla "Sublime Porta" per tentare di contrastare il processo di degrado politico, economico e culturale (vedi "Giovani Turchi") ma per alcuni di essi l'intento principale da perseguire era quello, né più né meno, dell'indipendenza di stampo occidentale. Fra questi popoli anche i palestinesi arabi ed ebrei svolsero un ruolo importante. Con l'esplodere della prima guerra mondiale ed il coinvolgimento dell'Impero ottomano, molti furono gli ebrei che decisero di lasciare la loro "Terra promessa" per scegliere mete diverse, innanzi tutto gli Stati Uniti, che garantivano migliori condizioni in termini tanto economici quanto di libertà civili.

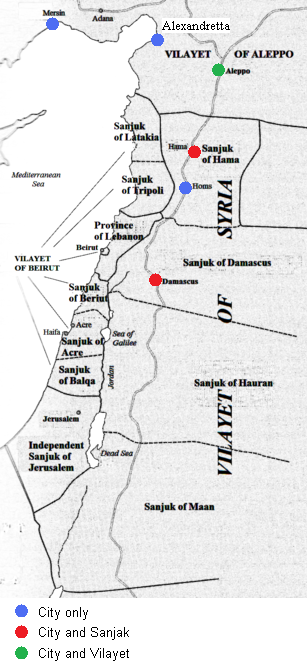
I punti colorati indicano le città menzionate nella lettera di McMahon

Durante la prima guerra mondiale, il Regno Unito prese tre impegni, tra loro contraddittori, rispettivamente con arabi, francesi ed ebrei sionisti, circa il futuro status politico dei territori arabi dell'Impero ottomano, e della Palestina in particolare. Per ottenere l'appoggio delle popolazioni arabe contro gli ottomani durante la guerra, nel 1915 il governo britannico, attraverso il ministro plenipotenziario di Sua Maestà Sir Henry MacMahon, alto commissario britannico in Egitto, strinse accordi con lo sharīf della Mecca (poi re dell'Hegiaz) al-Ḥusayn b. ʿAlī: in una corrispondenza con Husayn, McMahon promise che, dopo il crollo dell'Impero ottomano, il Regno Unito avrebbe "riconosciuto e sostenuto l'indipendenza degli arabi in tutte le regioni all'interno dei confini richiesti dallo sceriffo della Mecca", assistendoli "nello stabilire la forma di governo che apparirà più adatta per quei vari territori". Dall'accordo erano però escluse, tra l'altro, "le porzioni di Siria ad ovest dei distretti di Damasco, Homs, Hama ed Aleppo", considerate dai britannici regioni "non puramente arabe" (lettera di McMahon a Husayn del 24 ottobre 1915). Ambiguamente, la Palestina non era esplicitamente menzionata, ed apparentemente giaceva fuori dalle aree escluse dall'accordo, risultando quindi tra le zone in cui il Regno Unito si impegnava a sostenere l'indipendenza degli arabi. In seguito alla fine della guerra, tuttavia, sorsero disaccordi tra i britannici, per cui la Palestina era parte dell'area esclusa dall'accordo, e gli arabi, convinti invece che fosse stata loro promessa l'indipendenza anche della Palestina. In base a tali accordi alcuni contingenti arabi, guidati dal figlio dello sharīf, Fayṣal (futuro re dell'Iraq), parteciparono alla cosiddetta "rivolta araba", forti dell'aiuto del Regno Unito che distaccò come suo ufficiale di collegamento (ma di fatto suo plenipotenziario) il colonnello Thomas Edward Lawrence (più noto come Lawrence d'Arabia).

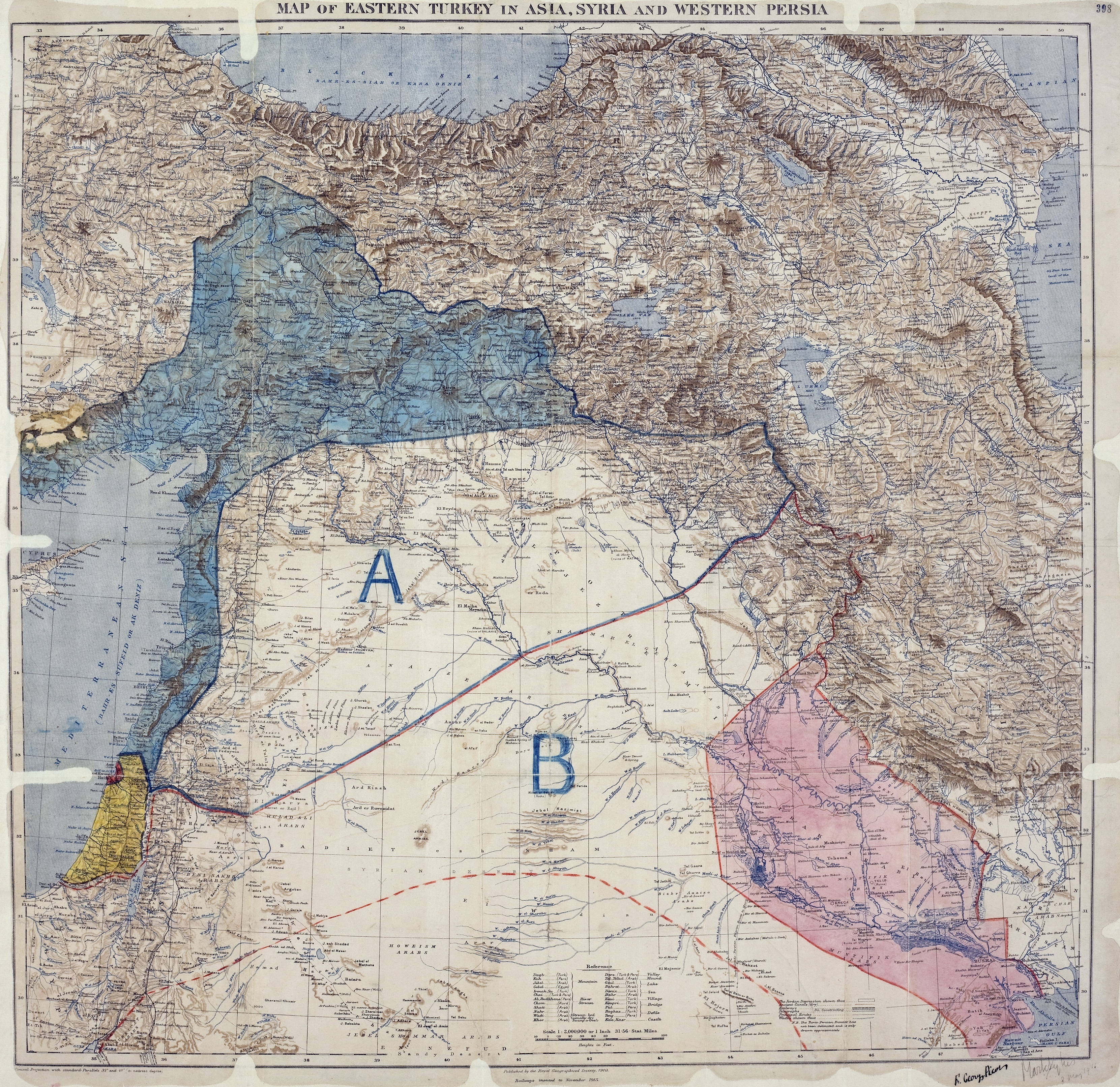
Mappa originale dell'accordo Sykes-Picot

Contemporaneamente, però, il Regno Unito prese accordi con la Francia (con cui, insieme alla Russia, formava l'alleanza nota come Triplice intesa) per la spartizione dei possedimenti dell'Impero ottomano al termine della guerra: nel 1916, con l'accordo Sykes-Picot (inizialmente segreto), Regno Unito e Francia si accordarono per creare "uno Stato arabo indipendente o una confederazione di Stati arabi sotto la sovranità di un capo arabo" in due aree sotto l'influenza francese e britannica rispettivamente (aree A e B della mappa), riservandosi invece aree di controllo diretto lungo la costa mediterranea per la Francia (area blu) e sui vilayet di Basra e di Baghdad per il Regno Unito (area rossa). Per l'area della Palestina a ovest del Giordano da Gaza ad Acri (area marrone) l'accordo prevedeva:
(Accordo Sykes-Picot)
Infine, per ottenere l'appoggio del movimento sionista (e degli ebrei russi ed americani in particolare), l'allora ministro degli esteri del Regno Unito Arthur Balfour nel 1917 pubblicò la dichiarazione Balfour, con cui il Regno Unito riconosceva ai sionisti il diritto di formazione di "un focolare nazionale" (a National Home) per il popolo ebraico in Palestina, che venne interpretato dagli stessi come la promessa di un permesso per la costituzione di uno Stato autonomo ed indipendente. Il termine "focolare nazionale", impiegato al posto di un più esplicito "Stato" o "nazione", era tuttavia ambiguo e la dichiarazione specificava anche che non dovevano essere danneggiati "i diritti civili e religiosi delle comunità non-ebraiche della Palestina". L'interpretazione della dichiarazione Balfour sarà pertanto, fin dall'inizio, causa di attriti tra la popolazione araba preesistente (che temeva la costituzione di uno stato ebraico) e i sionisti, che la interpretavano invece come un appoggio, da parte del governo britannico, al loro progetto. Gli stessi britannici, alcuni anni dopo, con il libro bianco del 1922, rassicurarono la popolazione araba sul fatto che la Jewish National Home in Palestine promessa nel 1917 non era da intendersi come una nazione ebraica, rimarcando però al contempo l'importanza della comunità ebraica presente e la necessità di una sua ulteriore espansione e del suo riconoscimento internazionale.

Tre proposte per i confini della Palestina dopo la prima guerra mondiale: la linea rossa indica l'"amministrazione internazionale" proposta nell'accordo Sykes-Picot (1916); la linea blu tratteggiata indica la proposta dell'Organizzazione Sionista alla conferenza di Parigi (1919); la linea blu continua indica i confini finali della Palestina sotto mandato britannico (1920-1948)

Con la fine della guerra e la conferenza di Parigi del 1919, grande fu il dibattito tra le maggiori nazioni vincitrici per decidere il futuro di queste zone, anche alla luce delle direttive del presidente statunitense Woodrow Wilson che condannavano la costituzione di nuove colonie. I rappresentanti dell'Organizzazione Sionista alla conferenza di Parigi avanzarono una proposta riguardante il territorio entro cui speravano potesse concretizzarsi la promessa di Balfour di un focolare nazionale in Palestina: i confini proposti dai sionisti includevano un territorio più ampio di quello poi delimitato dai britannici come Palestina mandataria, esteso da Sidone a nord a Rafah a sud, e fino alla ferrovia dell'Hegiaz, oltre il fiume Giordano, a est. Alla conferenza di Parigi partecipò anche Faysal, in rappresentanza del regno dell'Hegiaz. Su proposta di Faysal, gli Stati Uniti inviarono una commissione di inchiesta (detta commissione King-Crane) in Siria e Palestina per esaminare i desideri degli abitanti: il rapporto della commissione, poi ignorato, concluse che "i sionisti avevano in mente un esproprio praticamente completo degli attuali abitanti non ebrei in Palestina, attraverso diverse forme di acquisto", e che "la popolazione non ebraica della Palestina – circa i nove decimi del totale – è fermamente contraria all’intero programma sionista", e raccomandò quindi "serie modifiche al programma sionista estremo di immigrazione illimitata degli ebrei in Palestina, mirante a fare della Palestina uno Stato ebraico".

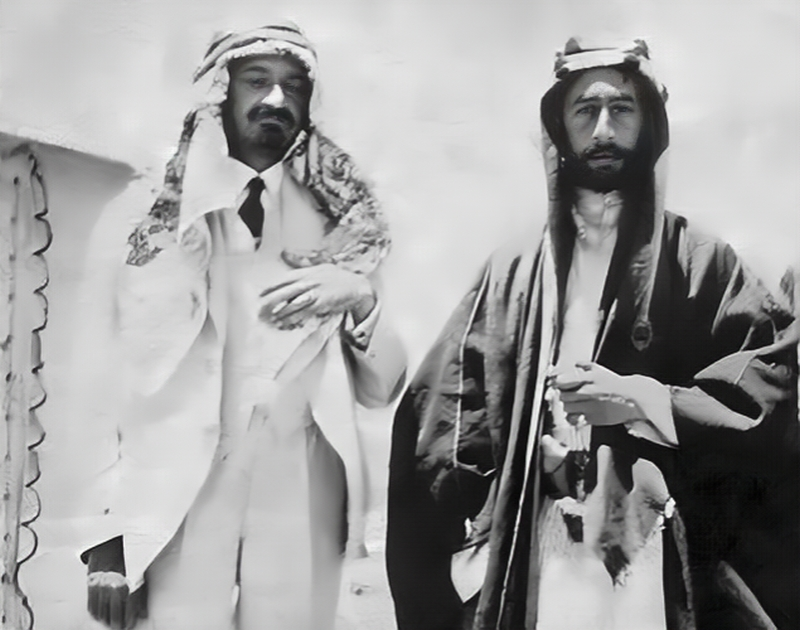
Weizmann e Faysal in un incontro nel 1918

 Il 3 gennaio 1919 Faysal sottoscrisse un effimero accordo con Chaim Weizmann (presidente dell'Organizzazione Sionista e futuro presidente d'Israele), in base al quale, se i britannici avessero concesso, come promesso, la creazione di un grande Stato arabo indipendente, quest'ultimo avrebbe permesso l'immigrazione ebraica in Palestina. L'accordo dimostrava la possibilità di una collaborazione tra sionisti e nazionalisti arabi, sebbene sia Weizmann, sia Faysal trascurassero i desideri della popolazione araba palestinese, largamente ostile all’immigrazione sionista.

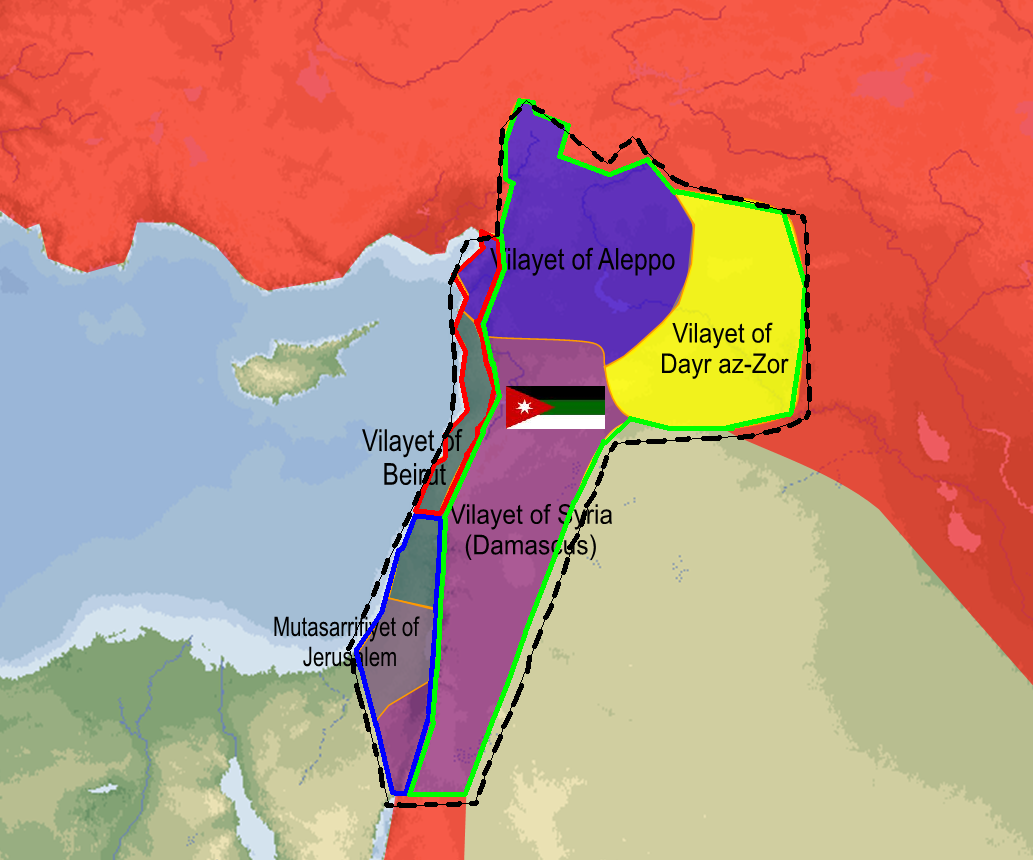
Auspicata estensione del Regno Arabo di Siria di Faysal

 Alla fine, con gli accordi di San Remo dell'aprile 1920, le potenze vincitrici decisero che la Società delle Nazioni avrebbe affidato al Regno Unito ed alla Francia l'amministrazione dei territori arabi dell'Impero ottomano (con l'eccezione dell'Hegiaz) sotto forma di "mandati", già previsti dall'art. 22 della Convenzione della Società delle Nazioni: la Francia ottenne l'amministrazione mandataria di Siria e Libano, mentre il Regno Unito ottenne l'amministrazione mandataria di Palestina, Transgiordania ed Iraq. La promessa britannica del 1915 a Husayn di sostenere l'indipendenza degli arabi andava così infranta: la Francia nel luglio 1920 abbatté militarmente il Regno Arabo di Siria, che un congresso di arabi siriani a Damasco (con la partecipazione di delegati palestinesi) aveva proclamato l'anno prima sul territorio della Grande Siria (comprendente il Libano e la Palestina), riconoscendo come re Faysal (Faysal fu poi "indennizzato" dai britannici nel 1921 con la corona del semi-autonomo Regno dell'Iraq).

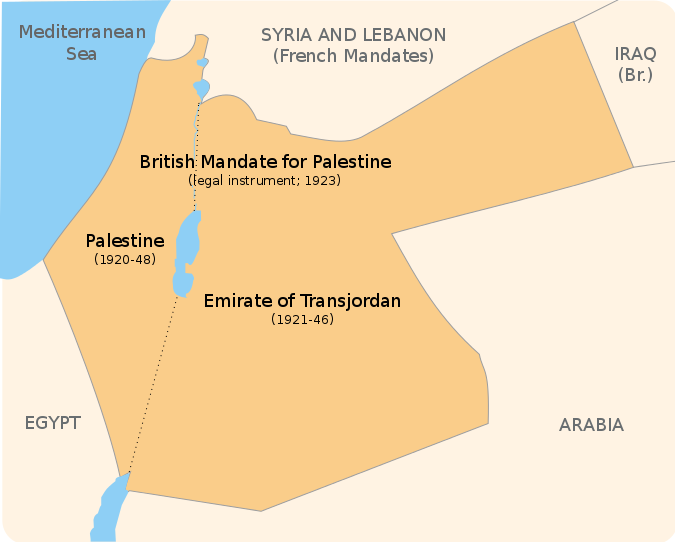
La Palestina e la Transgiordania sotto mandato britannico

Nel luglio 1922, la Società delle Nazioni affidò dunque ufficialmente al Regno Unito il mandato britannico della Palestina, un "mandato di classe A" che comprendeva i territori della Palestina e della Transgiordania. La Società delle Nazioni riconosceva gli impegni presi dal ministro Balfour nel 1917, pur rimarcando nuovamente che questi non dovevano essere realizzati a discapito dei diritti civili e religiosi della popolazione non ebraica preesistente. Per permettere l'adempimento degli impegni presi, la Società delle Nazioni ritenne necessario istituire un'agenzia che coordinasse l'immigrazione ebraica e collaborasse con le autorità britanniche per istituire norme atte a facilitare la creazione di questo focolare nazionale, come per esempio la possibilità per gli immigrati ebrei di ottenere facilmente la cittadinanza palestinese; a questo scopo fu creata l'Agenzia ebraica. Oltre a questo il Mandatario dovette predisporre il territorio allo sviluppo di un futuro governo autonomo. Nel 1922, il Regno Unito separò l'amministrazione della Transgiordania da quella della Palestina, limitando l'immigrazione ebraica alla Palestina ad ovest del Giordano, tra le proteste di una parte dei sionisti, in particolare i cosiddetti revisionisti, che avrebbero voluto una patria su entrambe le rive del Giordano. I territori ad est del fiume Giordano (quasi il 73% dell'intera area del mandato) furono organizzati dai britannici in uno stato semi-autonomo avente come re ʿAbd Allāh (figlio di Husayn e fratello di Faysal). Questo territorio divenne la Transgiordania, con una maggioranza di popolazione araba, in gran parte musulmana (nel 1920 circa il 90% della popolazione, stimata in un totale di circa 4000000 di abitanti), mentre l'area a ovest del Giordano venne gestita direttamente dal Regno Unito.
Se la reazione delle popolazioni arabe (musulmane e cristiane) a tali progetti fu vivace e del tutto improntata all'ostilità, diverso fu invece l'atteggiamento del movimento sionista che, forte delle precedenti promesse fattegli, considerò il mandato britannico sulla Palestina il primo passo per la futura realizzazione dell'agognato Stato ebraico. Anche se in realtà il Regno Unito era stato in grado di controllare militarmente la zona palestinese fin dal 1917, fu solo nel 1923 che il mandato entrò effettivamente in vigore e fin dall'inizio cominciarono a sorgere nel Paese vari movimenti di resistenza islamica (muqàwwama) che miravano all'allontanamento di tutti quelli che venivano considerati stranieri.

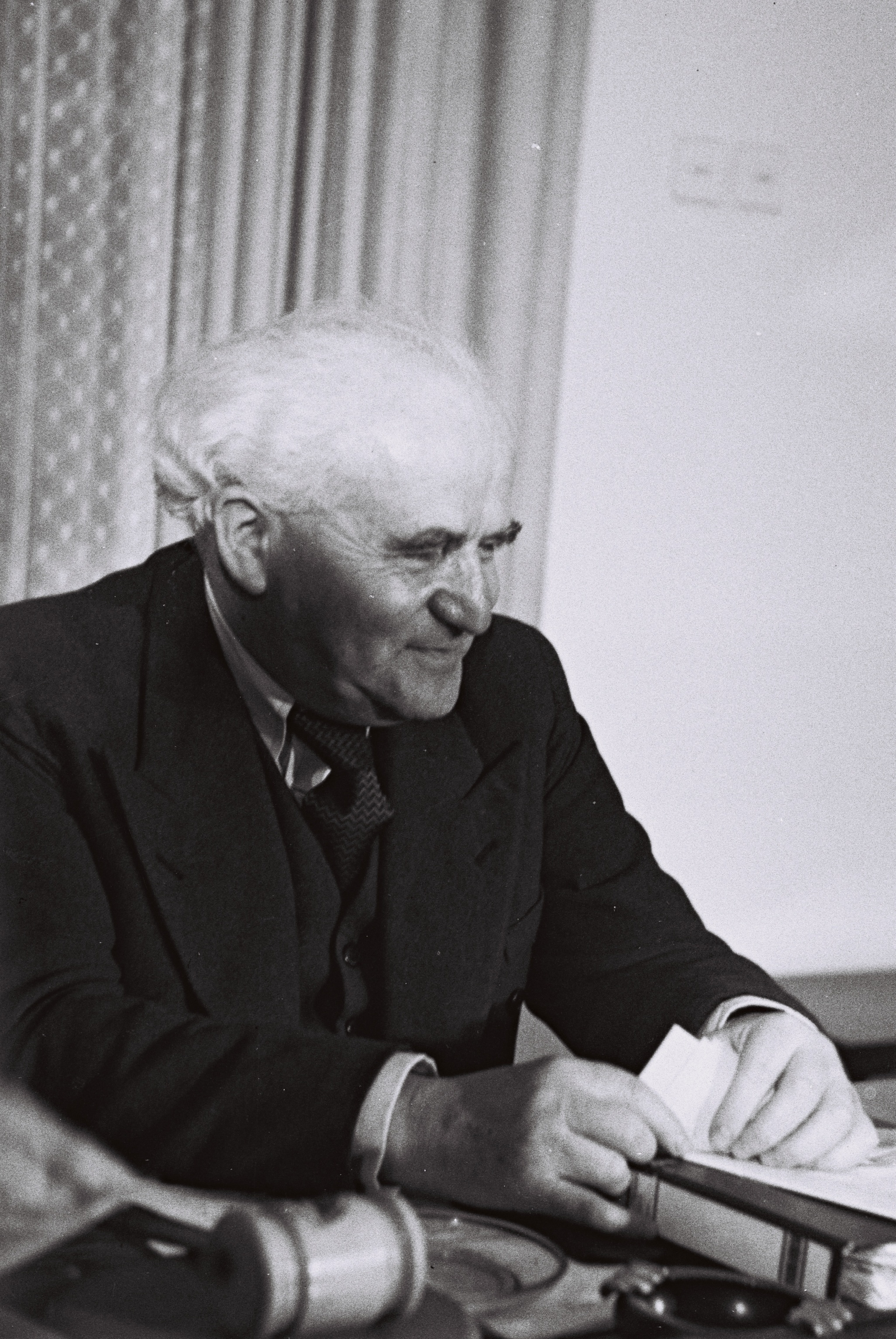
David Ben Gurion, presidente dell'Agenzia ebraica dal 1935 e futuro primo ministro di Israele

Sotto il mandato britannico l'immigrazione ebraica nella zona subì un'accelerazione mentre l'Agenzia ebraica - che agiva grazie ai finanziamenti provenienti da sostenitori esteri - operò alacremente per l'acquisto di terreni. Il risultato fu quello di portare la popolazione ebraica in Palestina dalle 83000 unità del 1915, alle 84000 unità del 1922 (a fronte dei 590000 musulmani e 71000 cristiani), alle 175138 del 1931 (contro i 761922 musulmani e i quasi 90000 cristiani), alle 360000 unità della fine degli anni trenta, quando non era ancora completamente nota alla pubblica opinione internazionale, la dimensione delle misure repressive adottate contro gli ebrei della Polonia ed, in modo assai più marcato, della Germania nazista.
Negli anni venti e trenta numerose furono le dimostrazioni di protesta da parte dei neo nati movimenti palestinesi, che sovente sfociarono in veri e propri scontri a tre tra l'esercito di Sua Maestà britannica, i residenti arabi ed i gruppi armati dei coloni ebrei. Spesso gli attriti non erano dovuti all'immigrazione in sé, ma ai differenti sistemi di assegnazione del terreno: gran parte della popolazione locale per il diritto britannico non possedeva il terreno, ma per le abitudini locali possedeva le piante che vi venivano coltivate sopra (tra cui gli alberi di ulivo, che erano la coltura prioritaria e che, vivendo anche secoli, divenivano dei "beni" passati di generazione in generazione nelle famiglie); di conseguenza, molti terreni usati dai contadini arabi, erano ufficialmente (per la legge britannica) senza proprietario e venivano quindi acquistati (o ricevuti in affidamento) da coloni ebrei appena immigrati che, almeno in un primo tempo, erano ignari di questa situazione.
Questo meccanismo, unito alle regole con cui venivano solitamente gestiti i terreni assegnati ai coloni (la terra doveva essere lavorata solo da lavoratori ebrei e non poteva essere ceduta o subaffittata a non ebrei), di fatto toglieva l'unica fonte di sostentamento e lavoro a moltissimi insediamenti arabi preesistenti.
Il 14 agosto del 1929 alcuni gruppi di sionisti (per un totale di diverse centinaia di persone, quasi tutte facenti parte del gruppo sionista Betar di Vladimir Žabotinskij) marciarono sul Muro del pianto di Gerusalemme (luogo sacro per entrambe le religioni e che già negli anni precedenti era stato motivo di scontro), rivendicando a nome dei coloni ebrei l'esclusiva proprietà della Città Santa e dei suoi luoghi sacri. Il gruppo era scortato dalle forze dell'ordine, avvisate in anticipo, con lo scopo di evitare disordini; ciononostante, cominciarono a circolare voci su scontri in cui i sionisti avrebbero picchiato i residenti arabi della zona e offeso Maometto.

Come risposta il Consiglio Supremo Islamico organizzò una contro-marcia ed i partecipanti al corteo, una volta arrivati al Muro, bruciarono le pagine di alcuni libri di preghiere ebraiche. Nella settimana gli scontri continuarono ed, infiammati dalla morte di un colono ebreo e dalle voci (poi rivelatesi false) sulla morte di due arabi per mano di alcuni ebrei, si ampliarono fino a comprendere tutta la Palestina.
Il 20 agosto l'Haganah offrì la propria protezione alla popolazione ebraica di Hebron (circa 600 persone su un totale di 17000), che la rifiutò contando sui buoni rapporti che si erano instaurati con la popolazione islamica e i suoi rappresentanti. Il 24 agosto gli scontri raggiunsero la città dove furono uccisi circa 70 ebrei, altri 58 furono feriti, alcune decine fuggirono dalla città, mentre 435 trovarono rifugio nelle case dei loro vicini arabi per poi fuggire dalla città nei giorni successivi agli scontri.
Alcune famiglie torneranno a Hebron due anni dopo, per poi lasciarla definitivamente nel 1936, evacuate dalle forze britanniche. Alla fine degli scontri ci furono, sul territorio della Palestina, tra gli ebrei 133 morti e 339 feriti (quasi tutti relativi a scontri con la popolazione araba, circa 70 solo a Hebron), mentre tra gli arabi ci furono 116 morti e 232 feriti (per la maggioranza dovuti a scontri con le forze britanniche).
Una commissione britannica presieduta da Sir Walter Russell Shaw giudicò e condannò i sospettati di stragi e rappresaglie (195 arabi e 34 ebrei) ed emise diverse condanne a morte (17 arabi e due ebrei, commutate con la prigione a vita tranne per tre arabi che furono impiccati), negò ogni accusa di scarsa efficacia di intervento da parte delle forze britanniche, condannò fermamente gli attacchi iniziali della popolazione araba contro i coloni ebraici e le loro proprietà, giustificò le rappresaglie da parte dei coloni ebrei contro gli insediamenti arabi come una "legittima difesa" dagli attacchi subiti e vide nel timore di uno Stato ebraico il motivo di questi attacchi.

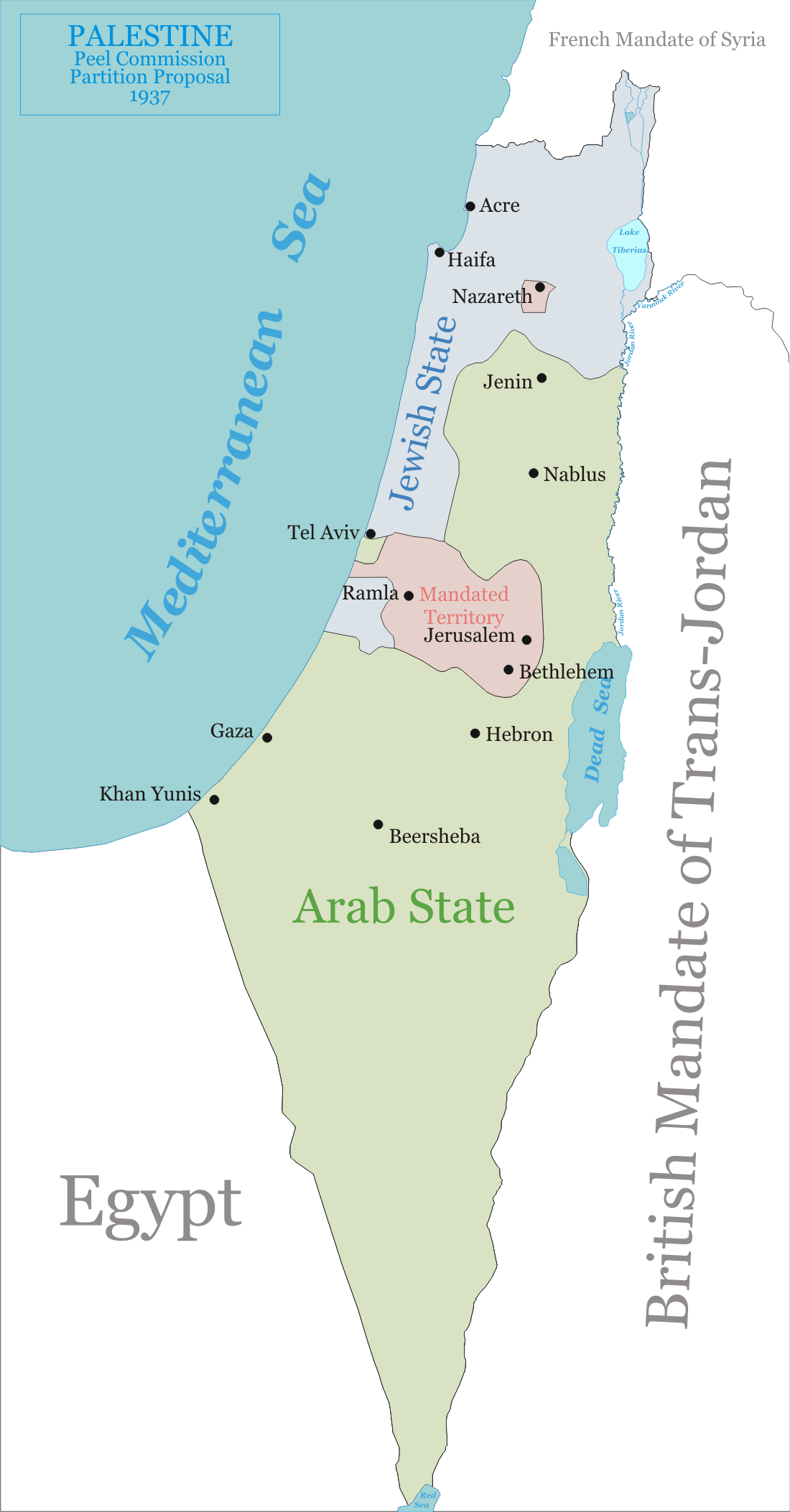
Il piano di partizione suggerito dalla commissione Peel nel 1937: in verde lo Stato arabo; in azzurro lo Stato ebraico; in rosso l'area da Gerusalemme a Giaffa che sarebbe rimasta sotto controllo britannico

Oltre a questo la commissione raccomandò al governo di riconsiderare le proprie politiche sull'immigrazione ebraica e sulla vendita di terra ai coloni ebrei, raccomandazione che portò alla creazione di una commissione reale guidata da Sir John Hope Simpson l'anno successivo.
Nel 1936, uno sciopero generale di sei mesi indetto dal Comitato supremo arabo, che chiedeva la fine del mandato e dell'immigrazione ebraica, diede il via alla Grande rivolta araba. Al termine di questa, verso la fine degli anni trenta, e dopo alcuni tentativi falliti di proporre la divisione della Palestina in due stati (in tutte le proposte Gerusalemme e la regione limitrofa sarebbero comunque rimasti sotto il controllo britannico), sollecitata dalla commissione Peel, il Regno Unito cambiò opinione verso il sostegno al movimento sionista, che iniziava a mostrare anche aspetti inquietanti e violenti, e cominciò a negare al sionismo quell'appoggio politico che fin lì aveva garantito, producendo il "libro bianco" nel 1939, che poneva dei limiti all'immigrazione ebraica, alla vendita di terreni ai nuovi coloni e ipotizzava la creazione di un unico Stato di etnia mista araba-ebraica entro 10 anni (dove gli arabi sarebbero stati giocoforza maggioranza). Ciò indusse pertanto gli ebrei di Palestina a cercare negli Stati Uniti quello che fino ad allora aveva concesso loro l'Impero britannico.
La decisione in realtà fu più che altro formale, visto che l'ingresso clandestino di coloni aumentò sensibilmente anche a causa delle persecuzioni che gli ebrei avevano cominciato a subire da parte della Germania nazista fin dal 1933.
Intanto, se da un lato alcuni palestinesi si erano affidati agli atti terroristici come estrema forma di lotta contro una presenza che veniva considerata quella di un occupante straniero, un ricorso più sistematico al terrorismo fu perseguito dalle organizzazioni militanti sioniste che organizzarono gruppi militari, come l'Haganah ed il Palmach, e paramilitari, quali la "Banda Stern" e l'Irgun; quest'ultima organizzazione perpetrò una serie di attacchi nei confronti sia degli arabi sia dei militari e dei diplomatici britannici, causando diverse centinaia di morti tra la popolazione.
Con la seconda guerra mondiale le organizzazioni ebraiche (con l'esclusione del gruppo della Banda Stern) si schierarono con gli Alleati, mentre molti gruppi arabi guardarono con interesse l'Asse, nella speranza che una sua vittoria servisse a liberarli dalla presenza britannica. In particolare, Amin al-Ḥusaynī, Gran muftì di Gerusalemme, non esitò a cercare il sostegno della Germania nazista e dell'Italia fascista, collaborando in seguito attivamente con la prima durante la seconda guerra mondiale, facilitando ad esempio il reclutamento di musulmani nelle formazioni internazionali delle Waffen-SS ed in quelle del Regio Esercito italiano.
L'esito del conflitto non valse perciò a modificare la situazione di stallo che sfavoriva la popolazione araba, ancora maggioritaria.

## La svolta del 1947 e la nascita dello Stato israeliano

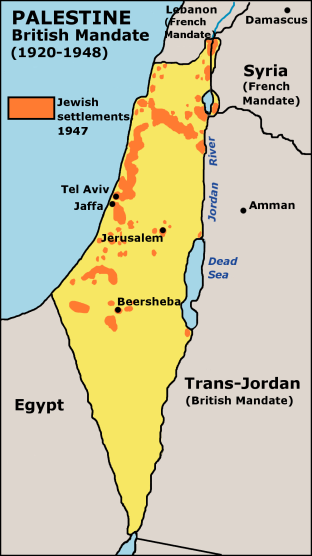
Insediamenti ebraici in Palestina nel 1947 (in arancione)

L'ONU dovette quindi affrontare la situazione che dopo trent'anni di controllo britannico era diventata pressoché ingestibile, visto che oramai la popolazione ebraica costituiva un terzo dei residenti in Palestina, anche se possedeva solo una minima parte del territorio (circa il 7% del territorio, contro il 50% della popolazione araba e il restante in mano al governo britannico della Palestina).
Nel 1947 il Regno Unito, provato dalla guerra mondiale e da una serie di attentati, tra cui l'attentato sionista all'Hotel King David di Gerusalemme (organizzato dai futuri primi ministri israeliani Menachem Begin e David Ben Gurion, anche se quest'ultimo cambiò idea prima che l'attentato fosse compiuto temendo troppe vittime tra i civili) e quello all'ambasciata britannica a Roma, decise di rimettere il mandato palestinese nelle mani delle Nazioni Unite, cui venne affidato il compito di risolvere l'intricata situazione.
Il 15 maggio 1947 fu fondato quindi l'UNSCOP (United Nations Special Committee on Palestine), comprendente 11 nazioni (Canada, Cecoslovacchia, Guatemala, Paesi Bassi, Peru, Svezia, Uruguay, India, Iran, Repubblica Socialista Federale di Jugoslavia, Australia) da cui erano escluse le nazioni "maggiori", per permettere una maggiore neutralità.
Sette di queste nazioni (Canada, Cecoslovacchia, Guatemala, Paesi Bassi, Perù, Svezia, Uruguay) votarono a favore di una soluzione con due Stati divisi e Gerusalemme sotto controllo internazionale, tre per un unico Stato federale (India, Iran, Repubblica Socialista Federale di Jugoslavia), ed una si astenne (Australia).
Il problema chiave che l'ONU si pose in quel periodo fu se i rifugiati europei scampati alle persecuzioni naziste dovessero essere ricollegati, in qualche modo, alla situazione in Palestina.
Nella sua relazione l'UNSCOP si pose il problema di come accontentare entrambe le fazioni, giungendo alla conclusione che era "manifestamente impossibile", ma che era anche "indifendibile" accettare di appoggiare solo una delle due posizioni:
(United Nations Special Committee on Palestine, Recommendations to the General Assembly, A/364, 3 September 1947)
L'UNSCOP raccomandò anche che il Regno Unito cessasse il prima possibile il suo controllo sulla zona, sia per cercare di ridurre gli scontri tra la popolazione di entrambe le etnie, sia per cercare di porre fine agli attriti presenti tra le comunità ebraiche e il governo mandatario.
La definitiva risposta delle Nazioni Unite alla questione palestinese fu data il 25 novembre 1947 con l'approvazione della risoluzione 181, che raccomandava la spartizione del territorio conteso tra uno Stato palestinese, uno ebraico e una terza zona, che comprendeva Gerusalemme, amministrata direttamente dall'ONU.
Nel decidere su come spartire il territorio, l'UNSCOP considerò, per evitare possibili rappresaglie da parte della popolazione araba, la necessità di radunare tutte le zone dove i coloni ebraici erano presenti in numero significativo (seppur spesso in minoranza) nel futuro territorio ebraico, a cui venivano aggiunte diverse zone disabitate (per la maggior parte desertiche) in previsione di una massiccia immigrazione dall'Europa, una volta abolite le limitazioni imposte dal governo britannico nel 1939, per un totale del 56% del territorio.
La situazione sarebbe dunque stata
| Territorio                      | Popolazione araba | % Arabi | Popolazione ebraica | % Ebrei | Popolazione Totale |
| ------------------------------- | ----------------- | ------- | ------------------- | ------- | ------------------ |
| Stato arabo                     | 725000            | 99%     | 10000               | 1%      | 735000             |
| Stato ebraico                   | 407000            | 45%     | 498000              | 55%     | 905000             |
| Zona Internazionale             | 105000            | 51%     | 100000              | 49%     | 205000             |
| Totale                          | 1237000           | 67%     | 608000              | 33%     | 1845000            |
| Fonte: Report of UNSCOP - 1947. |                   |         |                     |         |                    |

Proposta di partizione dell'ONU: in giallo lo Stato arabo, in arancione lo Stato ebraico

(oltre a questo era presente una popolazione Beduina di 90000 persone nel territorio ebraico).
Le reazioni alla risoluzione dell'ONU furono diversificate: la maggior parte dei gruppi ebraici (l'Agenzia ebraica per esempio) l'accettò, pur lamentando la non continuità territoriale tra le varie aree assegnate allo Stato ebraico. Gruppi più estremisti, come l'Irgun e la Banda Stern, la rifiutarono, essendo contrari alla presenza di uno Stato arabo in quella che era considerata "la Grande Israele" ed al controllo internazionale di Gerusalemme.
Tra i gruppi arabi la proposta fu rifiutata, ma con diverse motivazioni: alcuni negavano totalmente la possibilità della creazione di uno Stato ebraico, altri criticavano la spartizione del territorio che ritenevano avrebbe isolato i territori assegnati alla popolazione araba (oltre al fatto che lo Stato arabo non avrebbe avuto sbocchi sul Mar Rosso e sul Mar di Galilea, quest'ultimo la principale risorsa idrica della zona), altri ancora erano contrari per via del fatto che a quella che per ora era una minoranza ebraica (un terzo della popolazione totale) fosse assegnata la maggioranza del territorio.
Il Regno Unito si astenne nella votazione e rifiutò apertamente di seguire le raccomandazioni del piano, che riteneva si sarebbe rivelato inaccettabile per entrambe le parti, ed annunciò che avrebbe terminato il proprio mandato il 14 maggio 1948.
Il 29 novembre 1947 venne votata la risoluzione; a favore votarono 33 nazioni (Australia, Belgio, Bolivia, Brasile, Bielorussia, Canada, Costa Rica, Cecoslovacchia, Danimarca, Repubblica Domenicana, Ecuador, Francia, Guatemala, Haiti, Islanda, Liberia, Lussemburgo, Paesi Bassi, Nuova Zelanda, Nicaragua, Norvegia, Panama, Paraguay, Perù, Filippine, Polonia, Svezia, Sudafrica, Ucraina, USA, URSS, Uruguay, Venezuela), contro 13 (Afghanistan, Cuba, Egitto, Grecia, India, Iran, Iraq, Libano, Pakistan, Arabia Saudita, Siria, Turchia, Yemen), vi furono 10 astenuti (Argentina, Cile, Cina, Colombia, El Salvador, Etiopia, Honduras, Messico, Regno Unito, Jugoslavia) e un assente alla votazione (Thailandia).

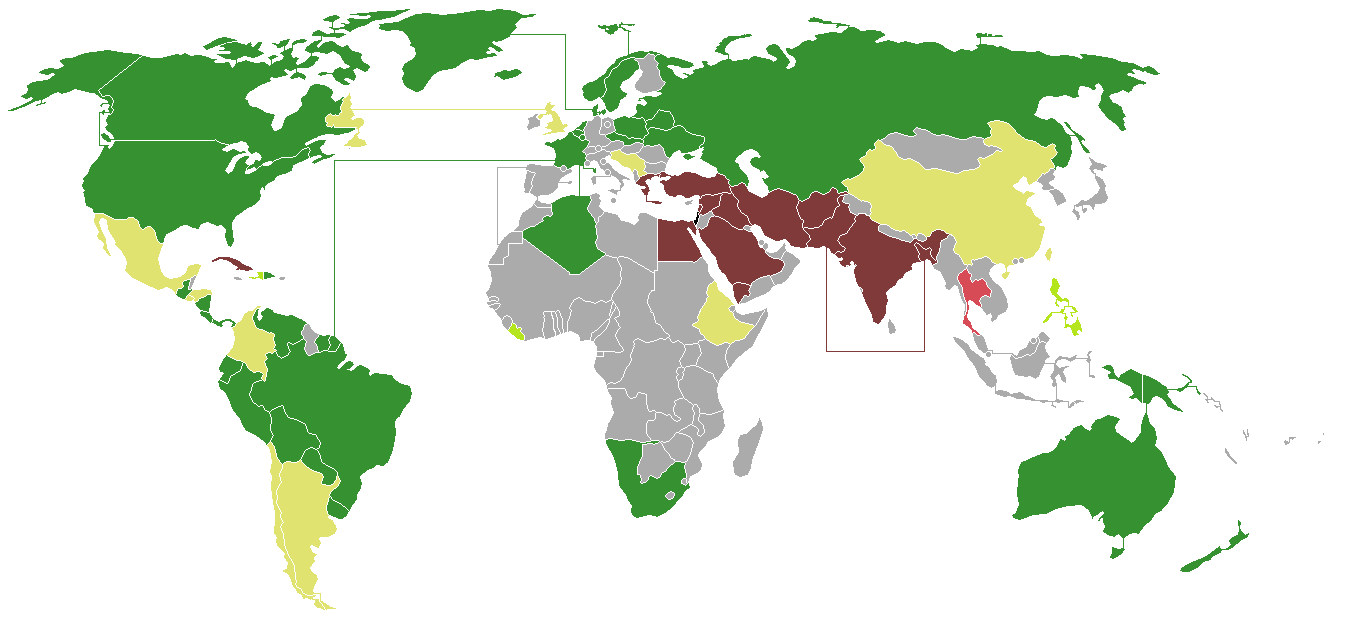
Voti favorevoli (verde), contrari (marrone), astenuti (giallo) ed assenti (rosso) alla risoluzione 181

Le nazioni arabe fecero ricorso alla Corte internazionale di giustizia, sostenendo la non competenza dell'assemblea delle Nazioni Unite nel decidere la ripartizione di un territorio andando contro la volontà della maggioranza dei suoi residenti, ma il ricorso fu respinto.
La decisione delle Nazioni Unite fu seguita da un'ondata di violenze senza precedenti da parte dei gruppi militari e paramilitari, sionisti (Haganah, Palmach, Irgun e Banda Stern) e arabi, che precipitò nel caos la Palestina nel 1948, in questo aiutati dalla propaganda bellicosa di segno contrario di leader politico-religiosi quali il gran mufti di Gerusalemme Hajji Amin al-Husayni. Nel medesimo anno Londra ritirò - forse prematuramente - le proprie truppe, lasciando così il Paese in balia del caos e dei gruppi paramilitari. Le organizzazioni combattenti israeliane (che miravano a conquistare il maggior territorio possibile per il proprio Stato, inducendo alla fuga ed espellendo i residenti arabi) e le forze arabe (che miravano a conquistare la totalità del territorio assegnato all'etnia ebraica, di fatto espellendola e bloccando ogni futura immigrazione) si scontrarono così col massimo della violenza e dell'odio reciproco, il tutto ai danni dell'indifesa popolazione rurale e urbana palestinese di entrambe le etnie.
Tra il 14 ed il 15 maggio 1948, contemporaneamente al ritiro degli ultimi soldati britannici, David Ben Gurion, capo del governo ombra sionista, proclamò l'indipendenza dello "Stato ebraico in terra di Israele", affermando nella dichiarazione di indipendenza di lanciare un appello ... agli abitanti arabi dello Stato di Israele volto a preservare la pace ed a partecipare alla costruzione dello Stato sulla base di piena e indistinta cittadinanza e legale rappresentanza in tutte le istanze, temporanee e permanenti. ... Lo Stato di Israele è pronto a fare la propria parte in uno sforzo comune per il progresso dell'intero Medio Oriente.

## Le guerre arabo-israeliane

### La guerra dal 1948 al 1949 (prima guerra arabo-israeliana)

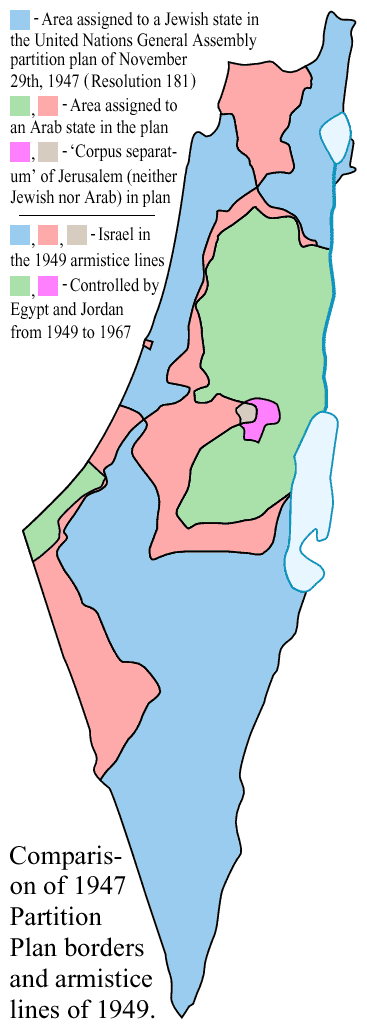
Confronto tra i confini decisi dalla partizione ONU del 1947 e l'armistizio del 1949: in blu l'area assegnata dall'ONU allo Stato ebraico; in rosso l'area assegnata allo Stato arabo ma annessa da Israele nel 1949; in verde le aree assegnate allo Stato arabo e poi annesse od occupate da Transgiordania (poi Giordania) ed Egitto dal 1949 al 1967.

La nascita ufficiale dei due Stati in Palestina era stata fissata dall'ONU nel 1948, ma essa non ebbe mai luogo. Infatti, non appena i britannici ebbero lasciato la zona, la Lega araba, che non aveva accettato la risoluzione dell'ONU, scatenò una guerra "di liberazione" contro Israele.
La comunità ebraica di Palestina, che durante gli ultimi trent'anni si era organizzata militarmente in gruppi come l'Haganah ed il Palmach od aveva visto la nascita di formazioni d'impronta terroristica come l'Irgun e la Banda Stern che confluirono successivamente nell'IDF (forze di difesa israeliane, dette Tzahal), dimostrò subito un'imprevista capacità bellica, che, unita alla forte immigrazione degli anni precedenti (che vedeva tra i nuovi arrivati molti veterani della seconda guerra mondiale) e all'acquisto (in violazione dell'embargo vigente) di armi dalla Cecoslovacchia, le permise non solo di resistere agli eserciti arabi ma anche di contrattaccare e di annettere gran parte dell'area assegnata dal piano di partizione dell'ONU allo Stato arabo, ad eccezione della striscia di Gaza e della Cisgiordania. Queste ultime furono occupate rispettivamente dall'esercito dell'Egitto e dalla Legione araba dell'Emirato di Transgiordania (poi Regno di Giordania), che considerarono comunque quei territori palestinesi come "un sacro deposito" da restituire al futuro Stato indipendente di Palestina non appena questi avesse avuto il modo di costituirsi, come ebbe a dichiarare l'Emiro ʿAbd Allāh di Transgiordania.
Vi furono due periodi di tregua gestiti dall'ONU, con la presentazione di nuovi piani per la ripartizione del territorio che vennero rifiutati da entrambe le parti in causa. Durante la seconda tregua venne assassinato il mediatore dell'ONU, conte Folke Bernadotte, da parte di alcuni uomini del Lehi, un'organizzazione armata di matrice sionista.
L'11 dicembre 1948 l'ONU emise la risoluzione 194, che rimase per larga parte non attuata e che tra le altre cose prevedeva la demilitarizzazione di Gerusalemme, il cui controllo doveva passare all'ONU, e la restituzione (od il rimborso) dei beni e delle proprietà dei rifugiati palestinesi che volessero tornare a casa dopo la guerra (la risoluzione si apriva citando l'omicidio di Folke Bernadotte).
In breve, dopo la sconfitta militare degli eserciti arabi, con gli armistizi del 1949 ci si ritrovò un unico Stato, quello israeliano, impegnato a difendere i confini (detti "linea verde") conseguiti sul campo di battaglia.
La popolazione araba palestinese fu duramente colpita dai massacri e le distruzioni operate dalle milizie sioniste prima e dall'esercito israeliano poi. Questi portarono ad un esodo della popolazione palestinese da molti villaggi verso gli stati limitrofi. Alla fine della guerra, lo stato israeliano impedì agli sfollati palestinesi di ritornare (mentre veniva incentivata l'immigrazione ebraica), espropriando le loro terre e dichiarandole di proprietà dello stato. Sono questi gli eventi che i palestinesi definiscono col termine nakba ("catastrofe") in arabo: solo 150 000 palestinesi rimasero in Israele, mentre circa 750 000 fuggirono e trovarono rifugio in Cisgiordania (280 000), nella Striscia di Gaza (200 000), in Giordania (70 000), in Libano (97 000), in Siria (75 000) e in Iraq (4 000). Poiché le economie povere dei Paesi arabi circostanti erano incapaci di assorbire un tale afflusso di rifugiati, e poiché Israele si oppose al rimpatrio dei rifugiati dopo la fine della guerra, l'esilio dei rifugiati nei campi profughi palestinesi divenne permanente, e nel dicembre 1949 l'ONU creò un'agenzia apposita per fornire assistenza e occupazione ai rifugiati palestinesi, l'UNRWA. Da quel momento, il diritto al ritorno dei rifugiati palestinesi e dei loro discendenti divenne uno dei temi più controversi del conflitto israelo-palestinese.
Centinaia di migliaia di ebrei del mondo arabo emigrarono a causa delle persecuzioni nei loro paesi d'origine in seguito al conflitto; di questi, circa 600 000 emigrarono nel neonato Stato di Israele tra gli anni 1940 ed anni 1970.
A partire dalla seconda metà degli anni cinquanta si aprì una nuova fase del conflitto, che vide nel presidente egiziano Gamāl ʿAbd al-Nāṣer il leader carismatico di ciò che fu chiamato "panarabismo".

### La guerra con l'Egitto del 1956
Il 26 luglio 1956, Gamāl ʿAbd al-Nāṣer nazionalizzò la Compagnia del Canale di Suez (di proprietà anglo-francese) scatenando così l'intervento di Francia e Regno Unito - che vedevano messi in pericolo i loro interessi economici e strategici - e dello stesso Israele che si disse minacciato dalla nuova alleanza militare inter-araba, prefigurata dal Presidente egiziano, con la Siria e la Giordania. Israele reagì al proposito del presidente egiziano Gamāl ʿAbd al-Nāṣer d'impedire ad Israele la navigazione attraverso il canale.
Francia e Regno Unito furono in fretta costrette a rinunciare al conflitto per la minaccia di un intervento sovietico e statunitense ma, anche in tale occasione, la migliore organizzazione militare consentì agli israeliani di prevalere sugli avversari: gli Arabi furono costretti alla ritirata dalla brillante condotta delle operazioni da parte del generale israeliano Moshe Dayan che riuscì a conquistare il Sinai (solo successivamente restituito all'Egitto per l'intermediazione dell'ONU) da Rafah a al-Arīsh.
A partire dal 1962 una lunga serie di scaramucce di confine tra Egitto ed Israele preparò il terreno per una nuova guerra. Il 21 maggio 1967 su richiesta egiziana la forza di interposizione ONU venne ritirata da Gaza e da Sharm al-Shaykh. Il 23 maggio 1967 l'Egitto chiuse la navigazione alle navi israeliane attraverso gli stretti di Tiran, questa azione fu considerata come casus belli da Tel Aviv.

### La Guerra dei sei giorni del 1967

In beige Israele, in rosa i territori occupati durante la guerra dei sei giorni: la penisola del Sinai, la striscia di Gaza, la Cisgiordania e le alture del Golan

Il 5 giugno 1967 un attacco preventivo delle forze aeree israeliane avviò la "III guerra arabo-israeliana o guerra dei sei giorni", con la distruzione al suolo della quasi totalità dell'aviazione di Egitto, Siria e Giordania, con le forze corazzate e di terra di quei paesi che, senza copertura aerea, furono letteralmente decimate.
Con questa fulminea vittoria Israele occupava l'intera penisola del Sinai e la striscia di Gaza che fino ad allora era rimasta sotto amministrazione militare egiziana, oltre a inglobare l'intera Cisgiordania (compresa Gerusalemme Est), sottratta alla Giordania, e le alture del Golan a nord-est, sottratte invece alla Siria.
Sono questi (tranne il Sinai poi restituito all'Egitto in seguito agli accordi di Camp David del 1978) i cosiddetti "territori siro-palestinesi occupati" (al-aràḍ al-muḥtàlla) nei confronti dei quali una parte degli Israeliani cominciò a nutrire propositi di definitiva annessione, favorendo l'istituzione di colonie in grado di presidiare il territorio palestinese occupato della Cisgiordania, nelle quali operano spesso coloni armati, molti dei quali vicini alle posizioni della destra nazionalista israeliana, fra cui il movimento del Gush Emunim (La gente comune), tanto da indurre vari arabi di tali zone a trovare rifugio all'estero.
Le Nazioni Unite intervennero nella questione con la risoluzione 242, prospettando il ritiro di Israele dai "territori occupati" in cambio del riconoscimento dello Stato ebraico da parte degli Stati arabi confinanti; in sostanza, la risoluzione delineava quella politica di "pace in cambio di territori" che da allora ha ispirato tutti i tentativi di soluzione della questione palestinese.
La cosa non si prospettava semplice perché, se all'interno di Israele una corposa pressione politica era espressa dai gruppi di estremisti nazionalisti che rifiutavano qualsiasi possibile dialogo con la parte araba (e in alcune frange giungevano addirittura a proporre la creazione di una biblica "Grande Israele" che si estendesse dal Nilo fino all'Eufrate), nel 1964 nasceva in ambito arabo palestinese una nuova organizzazione, dapprima direttamente sotto il controllo della Lega araba, che si proponeva di rappresentare gli interessi diretti del popolo palestinese. Tale organizzazione, che si svincolerà poi dalla Lega araba per divenire l'unica rappresentante internazionale del popolo palestinese, era l'OLP (Organizzazione per la Liberazione della Palestina, al-Munàẓẓama li-taḥrìr al-filastìni), che - dopo un breve periodo di presidenza di Ahmad al-Shuqayri - sarà poi guidata fino alla sua morte dal suo leader Yasser Arafat.
A testimonianza degli squilibri che la situazione palestinese comportava per tutta l'area vicino-orientale, vanno ricordate le guerre di Libano prima (1969) e quella cosiddetta "d'attrito" con l'Egitto, nonché quella con la Giordania (1970). Tutte furono provocate dall'impossibilità araba di accettare una situazione di totale sottomissione allo strapotere militare d'Israele e dalle attività di guerriglia dell'OLP che sperava potesse essere un giorno formato uno Stato indipendente palestinese. In quel periodo l'organizzazione di guerriglia più attiva fu forse il Fronte Nazionale per la Liberazione Palestinese (FLP), che in quei paesi aveva insediato le proprie basi operative.

### La guerra del Kippur (Yom Kippur) del 1973

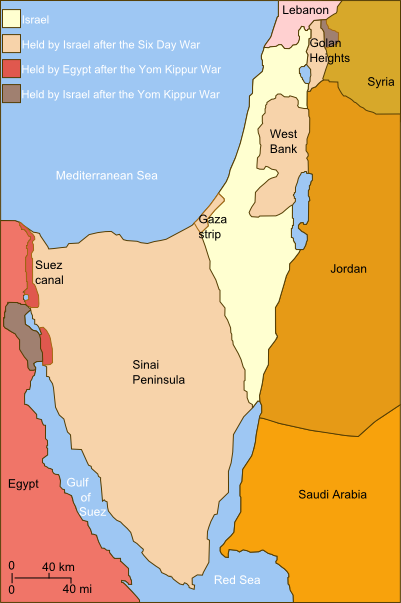
I cambiamenti dei confini dopo la guerra del Kippur: in rosso scuro le conquiste egiziane a est del canale di Suez, in marrone quelle israeliane a ovest del canale

Nel 1973 si ebbe una nuova crisi vicino-orientale che porterà in breve tempo alla IV guerra arabo-israeliana, detta anche "del Kippur" (da una festività religiosa ebraica). In questa occasione furono gli eserciti dell'Egitto e della Siria ad attaccare a sorpresa Israele, che perse il controllo del Canale di Suez (inutilmente presidiato con la cosiddetta "linea Bar-Lev") pur dimostrandosi in grado di reagire con efficacia, organizzando un'abile controffensiva con sue unità corazzate, guidate dal generale Ariel Sharon, che riuscirono ad attraversare il canale di Suez e a porre sotto assedio, sia pur teoricamente, l'intero III Corpo d'armata egiziano, rimasto al riparo delle sue postazioni missilistiche anti-aeree che, nelle prime fasi della guerra, avevano decimato l'aviazione di Israele.
L'intervento dei "caschi blu" dell'ONU giunse a evitare ulteriori radicalizzazioni del conflitto e l'alterazione dei già delicati equilibri regionali. Gli accordi fra Egitto e Israele (seguiti più tardi dal riconoscimento dello Stato d'Israele da parte del Cairo, imitato più tardi dalla Giordania) avviarono una nuova fase politica, tendenzialmente meno incline al confronto armato come strumento di risoluzione delle controversie.
Si chiuse così la fase del coinvolgimento diretto degli Stati arabi in guerre dichiarate contro Israele, mentre nella lotta per la liberazione della Palestina assunse un peso sempre più rilevante l'OLP, che nel 1974 fu ammessa all'Assemblea generale delle Nazioni Unite con lo status di "osservatore", in qualità di rappresentante del popolo palestinese.

## Il conflitto israelo-palestinese dal 1973 ad oggi

### La guerra in Libano

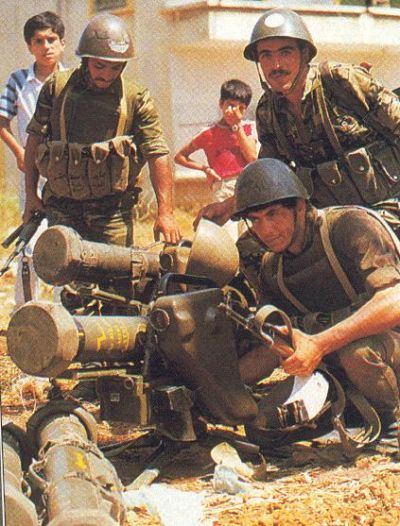
Squadra anticarro siriana dotata di sistema MILAN, dislocata in Libano durante il conflitto

La fine delle guerre arabo-israeliane avviò un timido e incerto progresso di normalizzazione dei rapporti tra lo Stato ebraico e alcuni dei paesi limitrofi, spesso vanificato da irrigidimenti e da nuove crisi. Nel novembre del 1977 il presidente egiziano Anwar al-Sādāt si reca in visita a Gerusalemme, avviando di fatto il processo di pace tra Egitto ed Israele.
Nel 1978 l'invasione del sud del Libano da parte dell'esercito israeliano indusse l'ONU a creare una zona cuscinetto, tra i due paesi, presidiata dai "caschi blu". L'anno successivo, dopo lunghe trattative facilitate dagli accordi di Camp David (settembre 1978), Israele ed Egitto firmano un trattato di pace (il primo tra Israele e uno Stato Arabo) che comporta la restituzione all'Egitto della penisola del Sinai e il riconoscimento dello Stato di Israele. La reazione della Lega araba fu di isolare l'Egitto e di proclamare il Fronte del rifiuto.
Nel 1980, Israele dichiarò Gerusalemme unificata come unica capitale dello Stato ebraico per poi annettere l'anno successivo le alture del Golan siriano già occupate.
Il 6 ottobre 1981 il presidente egiziano Anwar al-Sādāt (premio Nobel per la Pace con Menachem Begin) viene assassinato, durante una parata militare, da estremisti arabi membri dell'Organizzazione Jihād islamica egiziana di Shukrī Muṣṭafā, un fuoruscito del movimento dei Fratelli Musulmani, da lui ritenuti troppo "moderati".
Nel 1982, Israele avviò l'operazione "Pace in Galilea", che prevedeva la creazione di una zona priva di insediamenti palestinesi attorno ai confini settentrionali israeliani, con l'obiettivo della distruzione definitiva dell'OLP.
Nell'ambito di tale operazione Israele invase il Libano spingendosi fino a Beirut, costringendo l'OLP a trasferire la propria sede in Tunisia. Nel quadro di questa azione militare si ebbero i massacri dei campi profughi beirutini di Sabra e Shatila, perpetrati dal maronita Elie Hobeika e dalle forze filo-israeliane del cosiddetto Esercito del Sud-Libano (cristiano). L'inerzia delle forze israeliane che erano responsabili della sicurezza di quelle aree e che erano a conoscenza di quanto stava avvenendo nei campi profughi (in cui si contarono da 800 a 2 000 civili trucidati) provocò una severa inchiesta da parte della Corte Suprema in Israele. Essa si concluse con le dimissioni forzate di Ariel Sharon dalla carica di ministro della guerra e col dimissionamento del capo di stato maggiore israeliano e del responsabile militare israeliano delle operazioni in Libano.
Nel frattempo l'ONU, che accusava Israele di violare i diritti umani nei confronti dei Palestinesi, formò una commissione di indagine perché vigilasse sul problema dei mezzi coercitivi messi in atto nei confronti degli Arabi affinché abbandonassero le loro terre, come pure sulle disposizioni israeliane in materia di gestione delle risorse idriche dell'intera area a settentrione dello Stato ebraico e sulla distruzione di abitazioni arabe da parte dell'esercito israeliano.
Nel novembre del 1984, il re saudita Fahd lanciò, con la conferenza di Fez, un'ipotesi aperturista di negoziato, chiedendo all'Occidente di fare appello a Shimon Peres mentre Riad avrebbe lavorato per convincere Arafat ad una Confederazione giordano-palestinese: "un obiettivo decisivo che fallì nel febbraio dell'anno dopo, nel 1985, ad Amman, per le mancate, modeste concessioni che venivano richieste a Shimon Peres, allora primo ministro di Israele, per costruire una delegazione giordano-palestinese che non facesse perdere la faccia ad Arafat".

### La prima intifada e la proclamazione dello Stato di Palestina
Nel 1987, dopo vent'anni di occupazione israeliana e di fronte al continuo aumento dei coloni israeliani (giunti a 70000 persone in Cisgiordania e 2000 a Gaza), cominciò un moto popolare di sollevazione chiamato prima Intifada (in arabo Intifada significa "brivido, scossa, lotta"), che tentava di combattere l'occupazione israeliana dei Territori Occupati per mezzo di scioperi e disobbedienza civile, oltre a ricorrere a strumenti di lotta volutamente primitivi quali il lancio di pietre contro l'esercito occupante, suscitando così grande impressione nel mondo occidentale.
Per lungo tempo l'OLP aveva rifiutato di assumere come base per il dialogo la risoluzione 242 dell'ONU (che prevedeva il ritorno di Israele ai confini di prima della "guerra dei sei giorni", legittimando così le conquiste territoriali israeliane del 1948-1949), finché nel 1988 la sua linea si ammorbidì consentendo l'avvio di un cauto e non sempre coerente avvicinamento fra le opposte posizioni: in luglio il re Hussein di Giordania rinunciò ad ogni rivendicazione sulla Cisgiordania, e il 15 novembre, ad Algeri, il Consiglio nazionale palestinese dell'OLP dichiarò l'indipendenza (virtuale) dello Stato di Palestina sui territori della Cisgiordania e di Gaza, citando le risoluzioni 181 e 242 dell'ONU, e riconoscendo così implicitamente Israele. L'Assemblea generale delle Nazioni Unite prese atto della dichiarazione d'indipendenza, permettendo all'OLP di adottare il nome di "Palestina" nella sua qualità di osservatore presso l'ONU, ed entro la metà del 1989 oltre 90 Stati riconobbero la Palestina come Stato.
Sempre in questo periodo, però, gruppi estremistici di matrice islamica tradizionalista che non si riconoscevano nell'OLP si organizzarono trovando come punto di riferimento il movimento Hamas (nato a Gaza nel 1987) che, pur limitando la sua azione al quadro strettamente palestinese, con l'impiego di tecniche di lotta terroristica, decisamente alternativa rispetto a quella più diplomatica dell'OLP, riuscì a erodere parte del consenso fin ad allora goduto dalla "laica" OLP.

### Il processo di pace di Oslo (1993 - 2000)

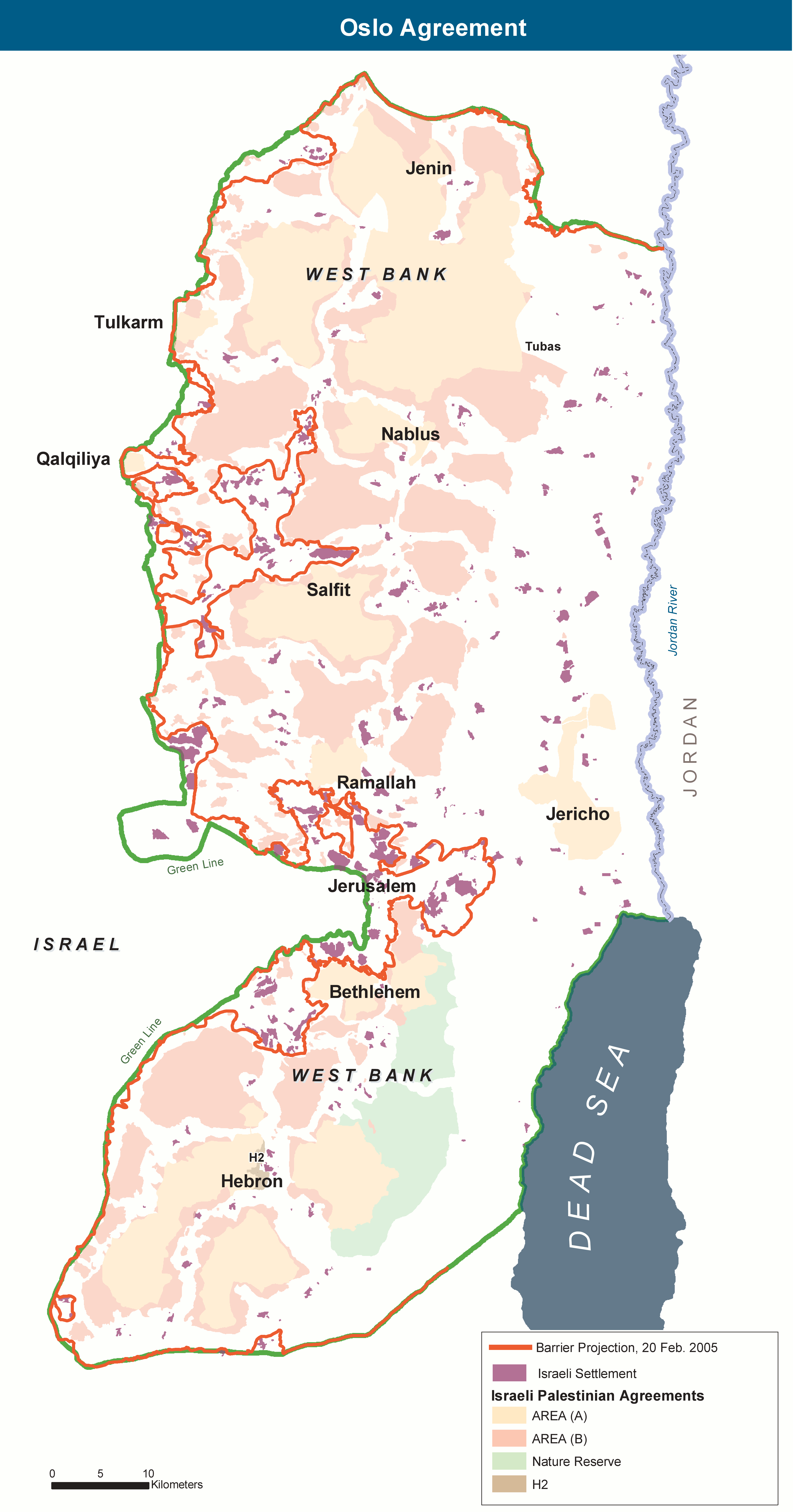
Mappa delle zone A (in rosa chiaro) e B (in rosa scuro) all'interno della Cisgiordania

Nel 1992, i coloni ebrei nei territori occupati erano cresciuti a 97 000 in Cisgiordania, 3 600 a Gaza, 14 000 sulle alture del Golan e 129 000 a Gerusalemme Est. Il crollo dell'URSS e la guerra del Golfo spinsero Israele e l'OLP a dare una svolta ai negoziati di pace: in seguito a una conferenza di pace tenutasi a Madrid nel 1991 e a negoziati condotti in segreto in Norvegia, Israele e l'OLP raggiunsero gli storici accordi di Oslo il 20 agosto 1993. Il 9 settembre 1993 Arafat e il premier laburista israeliano Yitzhak Rabin si scambiarono lettere con cui l'OLP riconosceva "il diritto dello Stato di Israele di esistere in pace e sicurezza" e rinunciava al terrorismo, mentre Israele riconosceva l'OLP come rappresentante del popolo palestinese. Il 13 settembre, a Washington, alla presenza del presidente americano Bill Clinton, Arafat e Rabin firmarono pubblicamente gli accordi di Oslo, in base ai quali Israele si sarebbe ritirato dalla striscia di Gaza e dall'area di Gerico in Cisgiordania e le avrebbe lasciate amministrare da un'autorità di auto-governo palestinese ad interim per cinque anni, detta Autorità Nazionale Palestinese (ANP), in attesa di un accordo definitivo. Due anni più tardi, il 28 settembre 1995, venne firmato un nuovo accordo, con cui venivano ampliate le zone di governo dell'ANP in Cisgiordania, che veniva divisa a macchia di leopardo in tre zone: la zona A (comprendente il 18% del territorio della Cisgiordania, incluse la maggior parte delle città e della popolazione palestinesi), sotto il controllo palestinese; la zona B (comprendente il 22% del territorio), sotto il controllo civile palestinese e militare israeliano; e la zona C (l'unica territorialmente contigua, comprendente il 60% del territorio e tutti gli insediamenti israeliani), sotto il controllo israeliano.
Il 26 ottobre 1994, un trattato di pace fu concluso da Israele anche con la Giordania, cosicché anche il confine orientale di Israele fu messo in sicurezza, mentre una situazione di conflitto formale restava solo al confine settentrionale con Siria e Libano.
Il 4 novembre 1995, Rabin, premio Nobel con Arafat e Shimon Peres per aver sottoscritto gli storici accordi di Oslo con l'OLP, venne ucciso da Yigal Amir, esponente dell'estrema destra religiosa israeliana contrario al processo di pace. A Rabin succedette Peres, che proseguì l'implementazione degli accordi di Oslo: il 26 gennaio 1996 si tennero le prime elezioni del presidente e del consiglio legislativo dell'Autorità Nazionale Palestinese, vinte da Arafat, che fu eletto presidente. Alle successive elezioni parlamentari in Israele del 1996, Peres fu sconfitto da Benjamin Netanyahu, leader del Likud. Nel 1997 fu raggiunto un accordo per attuare il ritiro delle truppe israeliane dall'80% della città di Hebron, mentre nel 1998 fu stipulato un altro accordo per un'ulteriore ritiro israeliano dalla Cisgiordania, sempre in attuazione degli accordi di Oslo.
Nonostante i progressi nel processo di pace, gli anni Novanta furono caratterizzati anche da numerosi episodi di violenza, come il massacro di Hebron del 1994, in cui un ebreo israeliano uccise 29 palestinesi musulmani in una moschea, e ripetuti attentati suicidi palestinesi, rivendicati soprattutto da Hamas: i più sanguinosi avvennero a Tel Aviv nel 1994 (22 morti), nei pressi di Netanya nel 1995 (21 morti), e ad Ashkelon, Gerusalemme e Tel Aviv tra 25 febbraio e 4 marzo 1996 (complessivamente 59 morti).
Le elezioni generali in Israele del 1999 furono vinte dal laburista Ehud Barak, che nel settembre stipulò un nuovo accordo per stabilire confini definitivi e decidere lo status di Gerusalemme entro un anno. Al vertice di Camp David tenutosi nel luglio 2000, Barak offrì ad Arafat uno Stato palestinese sul 90% della Cisgiordania e il ritorno dei rifugiati palestinesi nello Stato palestinese, ma non in Israele. Tuttavia, Barak non riuscì a convincere con le sue proposte il suo antagonista Arafat sui termini definitivi della pace e le trattative conobbero così un cocente fallimento.

### La seconda intifada (2000 - 2005)
Il fallimento del tentativo degli accordi di Oslo di portare alla nascita di uno Stato palestinese provocò un aumento delle tensioni. Dalla firma degli accordi, gli insediamenti israeliani avevano continuato ad aumentare, raddoppiando la popolazione di coloni in Cisgiordania a circa 200000 persone. La scintilla che fece precipitare la situazione fu, il 28 settembre 2000, la marcia del leader israeliano Ariel Sharon e della sua scorta armata (circa un migliaio di uomini), nella Spianata delle Moschee a Gerusalemme. La Spianata, nella quale si erge la Cupola della Roccia (luogo sacro sia per gli ebrei che per i musulmani, che vi indicano il luogo in cui Maometto compì il suo miracoloso "viaggio notturno") è tradizionalmente controllata dai palestinesi: il gesto di Sharon fu quindi inteso come dimostrazione che anche quella parte della città sottostava alla sovranità israeliana e scatenò forti tensioni.
In breve scoppiò una nuova rivolta palestinese, nota come Seconda Intifada, più violenta della prima e caratterizzata da un aumento degli attentati suicidi palestinesi. Inutilmente Clinton cercò di rilanciare il processo di pace con il summit di Taba nel gennaio 2001; il 6 febbraio proprio Sharon fu eletto primo ministro. Le tensioni e la violenza si intensificarono (nonostante una iniziativa di pace araba), fino a quando, in risposta a un attentato a Netanya che fece 28 morti il 27 marzo 2002, Sharon scatenò un'ampia offensiva militare (detta operazione Scudo difensivo) nelle principali città della Cisgiordania, tra cui Jenin, Nablus, Ramallah (dove fu assediato il quartier generale di Arafat) e Betlemme (dove fu assediata la basilica della Natività). Il 24 giugno, il presidente statunitense George W. Bush delineò in un discorso una nuova "Road Map" per la creazione dello Stato palestinese, affidando la mediazione del processo di pace a un Quartetto composto da USA, Russia, UE ed ONU. Nel 2002, Israele cominciò a costruire un muro di separazione di Israele dalla Cisgiordania, presto criticato perché l'85% del tracciato correva all'interno del territorio palestinese, al di là della Linea Verde.
In seguito alla morte del leader dell'OLP e presidente dell'ANP Arafat l'11 novembre 2004, il 9 gennaio 2005 si tennero nuove elezioni per la presidenza dell'ANP, vinte dal moderato Mahmūd ʿAbbās (Abū Māzen) (che assunse anche la presidenza dell'OLP).

### Il conflitto a Gaza (2005 - presente)
Nel settembre 2005, il premier israeliano Ariel Sharon portò a compimento un piano, annunciato nel 2003, di ritiro unilaterale dei soldati e dei coloni israeliani dalla striscia di Gaza, che fu così consegnata all'Autorità Nazionale Palestinese, anche se Israele conservò il controllo dei confini e dello spazio aereo.
Le elezioni per il Consiglio legislativo dell'ANP tenutesi il 25 gennaio 2006 furono inaspettatamente vinte da Hamas, mentre il Partito Fatah di Abbas (e, prima ancora, di Arafat), dominante all'interno dell'OLP, arrivò secondo. Israele, gli Stati Uniti e l'Unione europea reagirono imponendo sanzioni contro Hamas, che consideravano un'organizzazione terroristica. In breve anche Fatah entrò in conflitto con Hamas, finché Fatah fu espulsa con la forza dalla striscia di Gaza ed Hamas ne prese il controllo nella battaglia di Gaza, nel giugno 2007. Da quel momento, i territori palestinesi governati dall'ANP risultarono divisi tra la striscia di Gaza, governata da Hamas, e le zone A e B della Cisgiordania, governate da Fatah; quest'ultimo governo fu internazionalmente riconosciuto. In risposta alla presa del potere di Hamas a Gaza, Israele impose un blocco terrestre, aereo e marittimo della Striscia di Gaza. Dal 2005 si intensificarono gli attacchi (iniziati nel 2001) con razzi (come i Qassam) e colpi di mortaio da Gaza verso il sud di Israele: questi attacchi, pur provocando meno vittime (circa 50 persone uccise tra 2004 e 2014) rispetto agli attentati suicidi del decennio precedente, hanno avuto un effetto psicologico negativo sugli Israeliani residenti nelle zone colpite.
Il 16 luglio 2007 il presidente statunitense George W. Bush annunciò l'intenzione di convocare una conferenza internazionale a sostegno della soluzione a due stati del conflitto. La conferenza si tenne ad Annapolis il 27 novembre 2007, preceduta da intensi negoziati condotti dal segretario di stato Condoleezza Rice. Intervennero 49 delegati, compresi i rappresentanti delle nazioni del G8 ed i membri permanenti del Consiglio di sicurezza delle Nazioni Unite. Parteciparono molti membri della Lega araba (Algeria, Bahrein, Egitto, Giordania, Libano, Marocco, Qatar, Arabia Saudita, Sudan, Siria, Tunisia ed Yemen). Parteciparono anche il segretario generale delle Nazioni Unite Ban Ki-moon, il ministro degli esteri russo Sergej Lavrov, il rappresentante ufficiale del Quartetto Tony Blair, oltre allo stesso Bush. Le delegazioni israeliana e palestinese erano guidate dal premier israeliano Olmert e dal leader dell'OLP Mahmūd ʿAbbās. Al termine il presidente Bush lesse una dichiarazione congiunta di Israele ed OLP, le quali concordavano sull'intenzione di compiere ogni sforzo per raggiungere un accordo entro la fine del 2008 e di mettere in pratica gli impegni assunti con la roadmap del 2002 in direzione di una soluzione che prevedeva la costituzione di due stati.
Nel dicembre del 2008 scoppiò una guerra tra Israele ed Hamas quando Israele lanciò attacchi aerei ed un'offensiva di terra nella striscia di Gaza in risposta all'intensificarsi del lancio di razzi da parte di Hamas. L'operazione militare israeliana si concluse dopo tre settimane e un bilancio di più di 1100 morti tra i Palestinesi di Gaza e 13 tra gli Israeliani.
Intanto, nel gennaio 2009 giunse a scadenza il mandato di quattro anni con cui Abbas era stato eletto presidente dell'Autorità Nazionale Palestinese; dato il conflitto tra Fatah ed Hamas, nuove elezioni furono rimandate indefinitamente e Abbas prorogò unilateralmente la durata del suo mandato. Hamas reagì negando la legittimità di Abbas e riconoscendo presidente Abdel Aziz Dweik, presidente del Consiglio legislativo palestinese, mentre Israele e la comunità internazionale continuarono a riconoscere presidente Abbas.
Dall'inizio del suo mandato nel 2009, il presidente statunitense Barack Obama chiese ripetutamente che il governo israeliano di Benjamin Netanyahu interrompesse ogni espansione degli insediamenti nei territori palestinesi occupati; tuttavia, nel febbraio 2011 gli USA posero il veto su una risoluzione dell'ONU che avrebbe condannato gli insediamenti come illegali. Nel luglio 2014, la popolazione degli insediamenti era cresciuta a 340000 coloni in Cisgiordania più altri 200000 a Gerusalemme Est.
Un grave incidente internazionale avvenne nel maggio 2010, quando una flottiglia di attivisti filo-palestinesi trasportante aiuti per la popolazione di Gaza tentò di rompere il blocco della Striscia e fu abbordata da commando israeliani; 9 attivisti furono uccisi.
Dato lo stallo nel processo di pace dopo il fallimento dell'ultimo round di negoziati diretti con Israele nel 2010, Abbas decise di cambiare tattica e cercare di ottenere un più ampio riconoscimento internazionale dello Stato di Palestina, così da mettere maggiore pressione su Israele: per questo nel settembre 2011 sottopose al Consiglio di Sicurezza dell'ONU una richiesta di ammissione della Palestina come Stato membro, ma la richiesta non ebbe successo data la necessità del consenso degli Stati con diritto di veto, tra cui gli USA. L'anno seguente, Abbas cercò quindi di ottenere dall'Assemblea generale il riconoscimento implicito della statualità della Palestina, chiedendo che lo status di osservatore della Palestina all'ONU fosse trasformato da "entità" a "stato non-membro". Questa volta la richiesta ebbe uno schiacciante successo, con 138 Paesi a favore della risoluzione, 9 contrari (tra cui USA ed Israele) e 41 astenuti. Per quanto largamente simbolico, il riconoscimento permetteva alla Palestina di diventare membro di altre organizzazioni internazionali come la Corte penale internazionale.
Una nuova operazione militare fu lanciata da Israele con attacchi aerei contro Hamas nella striscia di Gaza per una settimana nel novembre 2012; più di 100 palestinesi e 6 israeliani furono uccisi.
Nel luglio 2013, iniziarono nuovi negoziati diretti tra Israele e l'OLP a Washington, sotto la guida del segretario di Stato John Kerry. I negoziati furono interrotti infruttuosamente dopo nove mesi da Israele, quando Abbas annunciò di aver raggiunto un accordo con Hamas per la formazione di un governo di unità nazionale.
L'estate del 2014 segnò un acuirsi del conflitto tra Israele ed Hamas nella striscia di Gaza. Il 12 giugno tre ragazzi israeliani vennero rapiti nei pressi di Hebron e ritrovati morti il successivo 30 giugno. Il governo israeliano accusò subito i militanti di Hamas di aver eseguito il rapimento e l'uccisione. Dal canto suo, uno dei leader di Hamas, Khaled Meshaal, pur dichiarando di non sapere a chi attribuire l'azione, si "congratulò", mettendola in relazione con la situazione dei prigionieri palestinesi. Il 21 agosto successivo arrivò la prima rivendicazione formale dell'uccisione dei tre ragazzi da parte di un altro leader di Hamas, Salah Arouri.
L'8 luglio, Israele diede inizio all'operazione Protective Edge, con l'obiettivo di arrestare i lanci di razzi da parte di Hamas e di distruggere i tunnel utilizzati dai combattenti palestinesi. L'operazione Protective Edge proseguì per i mesi di luglio ed agosto sinché, il 26 agosto 2014, il capo negoziatore di Hamas al Cairo, Moussa Abu Marzouk, annunciò il raggiungimento di una tregua duratura con Israele. L'annuncio della tregua arrivò dopo 51 giorni di guerra che causarono 2136 morti tra i palestinesi (in gran parte civili, compresi quasi 500 bambini) e 69 tra gli israeliani (di cui 64 militari) e oltre 11000 feriti.
Il 31 dicembre 2014 il Consiglio di sicurezza delle Nazioni Unite respinse la risoluzione, presentata formalmente dalla Giordania, che chiedeva entro il 2017 la fine dell'occupazione dei territori palestinesi da parte di Israele, con una ripresa dei negoziati che avrebbero dovuto portare a un accordo sulla soluzione dei due stati con i confini del 1967 e capitale Gerusalemme est. Votarono a favore Russia, Cina, Francia, Argentina, Ciad, Cile, Giordania e Lussemburgo, contro Stati Uniti e Australia, si astennero Regno Unito, Lituania, Nigeria, Repubblica di Corea e Ruanda.
Il 23 dicembre 2016 la risoluzione 2334 del Consiglio di sicurezza delle Nazioni Unite, chiedendo ad Israele di porre fine alla sua politica di insediamenti nei territori palestinesi dal 1967, inclusa Gerusalemme Est, ribadì che non sarà riconosciuta alcuna modifica dei confini del 1967, eccetto quelle concordate dalle parti con i negoziati, insistendo sul fatto che la soluzione del conflitto in Medio Oriente passi per una soluzione negoziale per il progresso della soluzione dei due Stati al fine di giungere ad una pace definitiva e complessiva.
Il 4 maggio 2019 un fitto lancio di razzi lanciata dall'ala militare di Hamas durante le giornate delle festività religiose dello Shabbat, ha colpito le cittadine limitrofe nel sud di Israele. In una rivendicazione, i militanti di Hamas hanno dichiarato che l'escalations è dovuto alla contestazione della manifestazione musicale internazionale Eurovision Song Contest che quell'anno si è svolto a Tel Aviv, dopo la vittoria nell'edizione precedente di Netta, una cantante israeliana.

#### Il conflitto del 2023
Il 7 ottobre 2023, Hamas ha annunciato l'avvio dell'operazione inondazioni di Al-Aqsa, un attacco armato contro Israele, partendo in particolare dalla striscia di Gaza. Per il numero di vittime civili e di ostaggi, si tratta del più grave attentato nella storia di Israele.

## Cronologia degli eventi
- 1869 - Inaugurato il canale di Suez. Da questo punto in poi il Vicino ed il Medio Oriente assumono una straordinaria importanza strategica per tutti i Paesi europei interessati ai commerci con l'Oriente, Regno Unito e Francia sopra tutti.
- 1897 - Primo congresso sionista di Basilea, presieduto da Theodor Herzl, e costituzione della prima Organizzazione sionista mondiale.
- 1917 - Nel corso della prima guerra mondiale crolla l'Impero ottomano. Francia ed Impero britannico si spartiscono i territori vicino-orientali.
- 1920 - Con i trattati di pace che mettono ufficialmente fine al primo conflitto mondiale la regione palestinese diviene un mandato britannico.
- 1920 - Nasce l'Haganah, un'organizzazione paramilitare della popolazione ebraica della Palestina mandataria, incaricata di contrastare i nemici degli ebrei, anche ricorrendo ad atti intimidatori nei confronti delle popolazioni autoctone.
- 1920-1945 - Le autorità britanniche favoriscono la penetrazione sionista in Palestina, permettendo l'immigrazione incontrollata degli ebrei e l'acquisto di terre. La convivenza tra le popolazioni arabe locali e la componente ebraica diventa sempre più difficile, sfociando spesso in rivolte e atti terroristici.
- 1929 - Scontri in tutta la Palestina e massacro di Hebron, dove alcuni arabi assassinano 67 ebrei.
- 1930 - La commissione Hope Simpson raccomanda di ridurre la massima immigrazione, e mette in guardia il governo da problemi dovuti alla dilagante disoccupazione e perdita di terreni tra la popolazione araba, causata dall'immigrazione ebraica incontrollata degli anni precedenti e dalle politiche di assegnazione del territorio.
- 1931 - Nasce l'Irgun, gruppo paramilitare sionista.
- 1936-1939 - Grande rivolta araba.
- 1937 - Primo tentativo da parte dell'Impero britannico di dividere il territorio in due Stati. Ne seguiranno altri due gli anni successivi.
- 1939 - Libri bianchi. Vengono poste ferree limitazioni all'immigrazione regolare e le autorità britanniche dichiarano conclusi i propri doveri nei confronti dei movimenti sionisti.
- 1940 - In disaccordo con la tregua stipulata tra l'Irgun e le autorità britanniche, viene fondato il Lehi da Avraham Stern, che si specializzerà in attacchi terroristici contro le forze britanniche.
- 1945 - Si costituisce la Lega araba a opera di Egitto, Siria, Arabia Saudita, Yemen, Giordania, Iraq e Libano. Successivamente aderiranno anche Libia, Sudan, Tunisia, Marocco, Kuwait, Algeria, Somalia e altri Stati africani. L'OLP ottiene anch'essa un seggio.
- 1946 - L'attentato al King David Hotel organizzato dai gruppi armati ebraici, con quasi 100 morti, e i continui attacchi terroristici contro i suoi militari e diplomatici che si susseguono da ormai 10 anni, spingono il Regno Unito ad annunciare l'abbandono del controllo della zona entro il 1948.
- 1947 - L'ONU predispone un piano di divisione della Palestina in due Stati: uno arabo (comprendente il 45% del territorio, con una popolazione ebraica quasi nulla) e l'altro ebraico (comprendente il 55% del territorio, ma con gli ebrei maggioranza solo nella regione di Tel-Aviv e minoranza altrove), mantenendo Gerusalemme come territorio neutrale sotto l'egida dell'ONU. Gli ebrei accettano il piano, mentre gli arabi lo rifiutano.
- 1947-1948 - Gli scontri sul confine tra nazioni della Lega Araba e la popolazione ebraica sfoceranno nella Nakba, una pulizia etnica perpetrata dai residenti ebrei nei confronti degli arabi che causerà più di 100.000 profughi e alcune centinaia di morti. Al termine della Nakba, la popolazione ebraica sará la maggioranza nella maggior parte del territorio a loro assegnato.[92]
- 1948 - Il 14 maggio, poche ore prima dello scadere del mandato britannico, viene dichiarata la nascita dello Stato di Israele, che verrà riconosciuto dall'ONU e dalle nazioni principali pochi giorni dopo. I gruppi armati dell'Haganah divengono l'esercito ufficiale. Gli Stati arabi rifiutano apertamente il piano dell'ONU e attaccano Israele (prima guerra arabo-israeliana). Cominciata la guerra in svantaggio, Israele, grazie alla massiccia immigrazione e alla violazione di un embargo durante una tregua (che gli permetterà di acquistare armamenti dalla Cecoslovacchia) con la sua controffensiva respinge gli arabi e conquista tutta la Palestina (ad eccezione della Striscia di Gaza e della Cisgiordania) e la integra nei propri territori. Due tentativi di mediazione dell'ONU comprendenti diverse spartizioni del territorio falliscono e durante una tregua viene ucciso il mediatore Folke Bernadotte da uomini del Lehi.
- 1956 - Scoppia la II guerra arabo-israeliana (guerra di Suez) che viene interrotta da URSS e USA.
- 1961 - Il Kuwait diventa indipendente dal Regno Unito. L'Iraq ne rivendica l'annessione ma l'intervento militare britannico vanifica la pretesa.
- 1964 - Costituzione dell'OLP (Organizzazione per la Liberazione della Palestina) che riunisce i maggiori gruppi nazionalisti palestinesi. Dapprima emanazione della Lega araba, dopo il 1967 l'OLP conquista l'autonomia e si dà una propria linea politica.
- 1967 – III guerra arabo-israeliana (guerra dei sei giorni). Israele sottrae la penisola del Sinai e la striscia di Gaza all'Egitto, la Cisgiordania e Gerusalemme Est alla Giordania e le alture del Golan alla Siria. Gaza e Cisgiordania, con una popolazione prevalentemente araba, costituiscono i "territori occupati".
- 1969 - Yasser Arafat diventa Presidente del Comitato Esecutivo dell'OLP.
- 1970 - Guerra giordano-palestinese (settembre nero). La Giordania espelle i fedayyin (guerriglieri palestinesi) che spostano le loro basi nel sud del Libano.
- 1972 - Settembre Nero, un'organizzazione terroristica palestinese, rapisce e uccide a Monaco di Baviera la squadra olimpica israeliana.
- 1973 - IV guerra arabo-israeliana. Approfittando della festività ebraica dello Yom Kippur Siria ed Egitto sferrano un attacco a sorpresa contro Israele. Dopo un iniziale sbandamento (che porterà alle dimissioni del governo Meir) l'esercito israeliano ottiene la vittoria tattica. Il cessate il fuoco imposto dalle Nazioni Unite apre la strada alle conferenze di Ginevra, Sinai e Camp David che consentiranno all'Egitto di recuperare il Sinai.
- 1975 - Scoppio della guerra civile in Libano.
- 1978 - Primo attacco in forze dell'esercito israeliano ai campi profughi palestinesi utilizzati dall'OLP come campi d'addestramento militare.
- 1979 - Trattato di pace tra Israele e l'Egitto, l'esercito israeliano avvia il ritiro dalla penisola del Sinai. Rivoluzione islamica in Iran; Khomeini assume il potere e proclama la repubblica fondata sui principi dell'Islam.
- 1980 - L'Iraq di Saddam Hussein aggredisce l'Iran. Inizio della guerra tra i due paesi.
- 1981 - Il presidente Egiziano Anwar Sadat (artefice della pace tra Egitto e Israele) viene ucciso da estremisti arabi.
- 1982 - Israele invade il sud del Libano. Attacco di una milizia falangista (appoggiata da Israele) ai campi profughi palestinesi di Sabra e Shatila a Beirut provocando più di 2500 morti. In risposta a tali eventi, nasce il movimento libanese Hezbollah.
- 1984 - L'OLP ripudia il terrorismo.
- 1985 - Israele si ritira dal Libano ma mantiene occupata una fascia di 20 km a sud di quel paese (tra il fiume Leonte e il fiume Awani).
- 1987 - Rivolta a Gaza e inizio dell'intifāda palestinese (Prima Intifada); nasce l'organizzazione Hamas.
- 1988 - Il Consiglio Nazionale Palestinese proclama la nascita dello Stato palestinese e contestualmente riconosce quello israeliano. Fine della guerra iracheno-iraniana.
- 1990 - La Siria impone al Libano la fine della guerra civile e instaura la propria egemonia nel paese.
- 1991 - Guerra del Golfo in risposta all'aggressione dell'Iraq in Kuwait.
- 1992 - Il laburista Rabin vince le elezioni in Israele.
- 1993 - Storica stretta di mano tra Arafat e Rabin nell'iniziativa di pace promossa dal presidente USA Clinton.
- 1994 - L'esercito israeliano si ritira dalla Striscia di Gaza che passa sotto la gestione dell'ANP. Rabin e re Husayn di Giordania firmano un accordo di pace tra Israele e lo Stato giordano. Premio Nobel per la Pace a Rabin, Arafat e al ministro degli esteri israeliano Shimon Peres.
- 1995 - Rabin viene assassinato da un estremista israeliano.
- 2000 - Comincia la cosiddetta Intifada al-Aqsa (Seconda Intifada).
- 2004 - Operazione Arcobaleno.
- 2006 - Operazione Piogge estive.
- 2007 - Conferenza di Annapolis.
- 2008-2009 - Operazione Inverno caldo, operazione Piombo fuso.
- 2010 - Un raid aereo e navale portato dall'IDF (Israel Defense Forces), in acque internazionali, verso un convoglio di sei navi turche (Incidente della Freedom Flotilla) nel maggio 2010 con a bordo pacifisti che tentavano di forzare il blocco della Striscia di Gaza portando aiuti umanitari ed altri materiali a Gaza.
- 2012 - Il 14 novembre 2012 le forze armate israeliane danno il via a Gaza alla operazione Pilastro di sicurezza. In data 29 novembre 2012 la Palestina viene ammessa all'ONU come Stato osservatore non membro.
- 2013 - Nella notte tra il 29 e il 30 gennaio, alcuni jet israeliani bombardano un sito militare siriano. L'11 febbraio Israele dà il via libera alla costruzione di 90 nuovi insediamenti civili vicino a Ramallah.
- 2014 - Operazione Margine di protezione.
- 2016 - Risoluzione 2334 del Consiglio di sicurezza delle Nazioni Unite, che chiede ad Israele di porre fine alla sua politica di insediamenti nei territori palestinesi, inclusa Gerusalemme est.
- 2017 - Il 6 dicembre 2017 il presidente statunitense Donald Trump riconosce Gerusalemme come capitale di Israele.
- 2018 - Nel marzo 2018 Trump annuncia il trasferimento dell'ambasciata USA nella città santa.
- 2023 - il 7 ottobre 2023, Hamas lancia l'Operazione Alluvione Al-Aqsa, motivata come "un atto difensivo nel quadro della liberazione dall'occupazione israeliana".
- 2023-in corso - Israele lancia l'Operazione Spade di Ferro, inizio della Guerra di Gaza.

## Diplomazia e accordi di pace arabo-israeliani
- Conferenza di pace di Parigi (1919)
- Accordi Faysal-Weizmann (1919)
- Accordi d'Armistizio del 1949
- Accordi di Camp David (1978)
- Trattato di pace israelo-egiziano (1979)
- Conferenza di Madrid (1991)
- Accordi di Oslo (1993)
- Trattato di pace israelo-giordano (1994)
- Accordi di Oslo 2 (1995)
- Summit di Camp David (2000)
- Accordi di Abramo (2020)